# Seychelles
Le Seychelles (pronuncia italiana /seiʃˈʃɛl/ o /seʃˈʃɛl/; in inglese [seɪˈʃɛlz], in francese [sɛʃɛl]), in italiano anche Seicelle, ufficialmente la Repubblica delle Seychelles (in inglese Republic of Seychelles, in francese République des Seychelles, in creolo seicellese Repiblik Sesel), sono uno Stato insulare il cui territorio è costituito da un arcipelago di 115 isole, localizzato nell'Oceano Indiano a circa 1500 km a est delle coste della Tanzania.
L'arcipelago si trova a nord-est della punta settentrionale del Madagascar, ed è circondato da altri stati (o dipendenze) insulari fra cui Zanzibar a ovest, Mauritius e la Riunione a sud, le Comore e Mayotte a sudovest, e le Maldive a nordest. Con soli 95 652 abitanti, si tratta dello Stato indipendente africano dalla popolazione più esigua.

## Storia
È ipotizzabile che almeno alcune isole delle Seychelles possano essere state visitate da navigatori austronesiani-malesi sulla rotta per il Madagascar attorno al 200-300 a.C., così come da marinai maldiviani o arabi durante le esplorazioni a scopo commerciale dell'Oceano Indiano. In un manoscritto arabo datato 851 d.C. vengono menzionate le Maldive e genericamente altre isole poste oltre queste ultime, probabilmente le Seychelles. Sebbene gli arabi commerciassero il pregiato frutto del coco de mer, endemico di alcune isole di questo arcipelago, moltissimi anni prima della loro scoperta, si è più propensi a ritenere che essi lo ottenessero a partire da frutti caduti e trascinati dalla corrente in Indonesia o alle Maldive una volta decompostisi, piuttosto che andarlo a cercare direttamente sulle isole.
La scoperta vera e propria delle Seychelles da parte degli europei viene generalmente datata 1502, quando l'ammiraglio portoghese Vasco da Gama, in viaggio verso l'Africa orientale dall'India, avvistò alcune isole che vennero a lui intitolate, le Amirantes o "Isole dell'Ammiraglio": sulle mappe portoghesi, le Seychelles cominciano ad apparire col nome di "Sette Sorelle". Bisognerà però attendere il 19 gennaio 1609 prima che degli europei mettano piede alle Seychelles: la nave della Compagnia britannica delle Indie orientali Ascension, infatti, sulla rotta per l'India venne costretta da una tempesta a deviare trovando rifugio in una baia di un'isola dell'arcipelago, che si dimostrò disabitata ma ricca di acqua e di cibo, in particolare tartarughe giganti. L'equipaggio, rifocillatosi, rientrò in patria riferendo l'accaduto, senza che però vi venisse prestata attenzione.
Verso la fine del XVII secolo l'arcipelago divenne un covo di pirati provenienti dal mar dei Caraibi, come testa di ponte per le razzie ai danni delle imbarcazioni che percorrevano la rotta Europa - Mar Rosso - Golfo Persico - Estremo Oriente cariche di merci preziose. Per contrastare quest'attività l'energico governatore della prospera colonia di Isle de France (oggi Mauritius), Bertrand-François Mahé de La Bourdonnais, nel 1742 commissionò a Lazare Picault di mappare con accuratezza il tratto di mare fra il Madagascar e l'India: il 21 novembre di quell'anno, Picault, con le navi Charles ed Elisabeth, gettò l'ancora ad Anse Boileau (e non a Baie Lazar, erroneamente ritenuta punto d'approdo della spedizione, tanto da nominarla in tal modo proprio in onore del presunto scopritore), trovando un ambiente paradisiaco e ricco di risorse, tanto da nominare la terra scoperta Île d'Abondance ("isola dell'abbondanza").
Rientrato alla base, Picault venne nuovamente inviato in missione nel 1744 per una mappatura più accurata dell'arcipelago: rivisitò l'Île d'Abondance, ribattezzandola Mahé in onore del governatore, e scoprì anche le isole di La Digue (inizialmente battezzata Île rouge, "isola rossa"), Praslin (battezzata Isle des Palmes, "isola delle palme") e Frégate, collettivamente battezzate come Îles de La Bourdonnais. Sia Picault che La Bourdonnais avevano progetti ambiziosi per l'arcipelago, tuttavia la deposizione del governatore nel 1746 mise fine a qualsiasi iniziativa.
L'arcipelago venne sostanzialmente ignorato fino al 1754, quando con lo scoppio della Guerra dei sette anni, le autorità francesi inviarono due navi a prendere possesso delle isole. Il comandante della spedizione, Corneille Nicolas Morphey, pose una lapide a formalizzare l'atto di annessione in nome del re Luigi XV e della Compagnia francese delle Indie orientali il 1º novembre 1756. Morphey rinominò inoltre l'isola principale Isle de Séchelles in onore dell'allora ministro delle finanze francese Jean Moreau de Séchelles: in seguito il nome (anglicizzato in Seychelles) verrà utilizzato per indicare l'intero arcipelago, mentre l'isola manterrà il nome primigenio di Mahé. Con la fine della guerra ed il ridimensionamento coloniale francese, la Compagnia francese delle Indie orientali fallì, lasciando i possedimenti nell'Oceano Indiano sotto la diretta autorità reale: il nuovo governatore di Mauritius, Pierre Poivre, individuò in Mahé un perfetto terreno per la coltivazione di spezie, nell'ottica di spezzare il monopolio olandese di questo commercio.
Nel Natale del 1768, Nicolas Dufresne prese possesso dell'intero arcipelago per conto della Corona francese, in concomitanza con una spedizione commerciale di isola in isola. L'anno successivo, nel 1769, l'importanza strategica delle Seychelles crebbe notevolmente quando i navigatori Grenier e Rochon dimostrarono che era possibile una rotta più celere verso le Indie passando per l'arcipelago: nel frattempo, Brayer du Barré ottenne il permesso reale per la colonizzazione a proprie spese dell'isola di Sainte Anne.
Il 12 agosto 1770 Du Barré inviò sull'isola quindici coloni con sette schiavi africani, una donna di colore e sette indiani, non unendosi egli stesso alla spedizione in quanto rimasto a Mauritius per ottenere fondi: le sue continue pressioni per ottenere denaro vennero costantemente ignorate dalla Madrepatria in quanto l'insediamento non produceva beni di valore, anzi a un anno di distanza dalla tentata colonizzazione i membri della spedizione fecero ritorno in Francia o si stabilirono a Mahé, mentre Du Barré morì oberato dai debiti in India nel 1777. Frattanto, nel 1771, dopo i deludenti risultati ottenuti a Mauritius e alla Réunion il governatore Poivre inviò Antoine Gillot a Mahé per valutare l'effettiva possibilità di coltivazione di spezie: Gillot si stabilì nella zona di Anse Royale, e cominciò ad avviare con discreto successo la piantumazione di noce moscata, pepe, cannella e chiodi di garofano.
La presenza sempre maggiore di navi battenti bandiera inglese nei mari dell'arcipelago spinse le autorità a distaccare una guarnigione di soldati nel forte costruito per l'occasione e battezzato Établissement du Roi ("insediamento del re"), posto nell'area nella quale oggi sorge Victoria, la capitale delle Seychelles. Gillot, inizialmente eletto nominalmente il capo dei coloni, venne rimpiazzato nel 1788 da Jean Baptiste Philogene de Malavois, che si affrettò una volta in carica ad emanare trenta decreti coi quali dichiarava ammissibile solo uno sfruttamento sostenibile delle risorse dell'isola.
Con la rivoluzione francese, i coloni si organizzarono in un'assemblea e decisero a maggioranza di autogestire la colonia, dichiarando la terra possedibile solo dai discendenti dei coloni già presenti e slegandosi dai dettami della più prospera e anziana per fondazione Mauritius: la schiavitù non venne abolita, in quanto si ritenne che senza manodopera gratuita la colonia fosse condannata ad avere vita molto breve.
Col passaggio della gestione della colonia nelle mani di Jean Baptiste Quéau de Quincy, le Seychelles diventarono una base per i corsari francesi: gli inglesi non tardarono a scoprire la provenienza di tali corsari che depredavano le loro navi commerciali, e nel 1794 inviarono uno squadrone di tre navi capitanate dal commodoro Henry Newcome, che diede a Quincy un'ora di tempo per arrendersi e consegnarsi. Costui, al termine di lunghe negoziazioni, ottenne l'incolumità ed il mantenimento dei possedimenti per sé e per gli altri coloni, sia pure a mezzo della rinuncia ad ogni opposizione militare e della neutralità assoluta. Tuttavia, il Regno Unito non fece nessun concreto tentativo di acquisire il possesso delle Seychelles, considerate prive di risorse d'interesse, sicché la colonia originaria, ancora guidata da Quincy, cominciò a prosperare, rinnovando per sette volte i propri termini di resa coi britannici.
L'11 luglio 1801 giunse sulle coste di Mahé la fregata Chiffonne, carica di prigionieri esiliati da Napoleone: la nave venne fronteggiata dall'inglese Sybille, il cui capitano Adam dovette fare i conti con l'opposizione di Quincy e dei suoi uomini. Anche in questo caso, il governatore riuscì a cavarsela grazie alle sue doti di mediatore.
Il blocco navale delle colonie francesi dell'Oceano Indiano da parte degli inglesi proseguì fino al 1810, quando si ebbe la capitolazione della Réunion e poco dopo di Mauritius: il capitano britannico Beaver riconobbe nuovamente i termini favorevoli della resa di Quincy in cambio del riconoscimento della resa di Mauritius, lasciando alla sua partenza il luogotenente Bartholomew Sullivan per monitorare la situazione. Con l'accordo di Mauritius nel 1810, e formalmente omologata con l'inclusione nel Trattato di Parigi del 1814, le Seychelles divennero una colonia britannica a tutti gli effetti. Sullivan non ebbe vita facile nel controllare la tratta degli schiavi (illegale per la legge inglese ma non per quella francese, mentre il possesso di schiavi non era reato per nessuna delle due amministrazioni) da parte dei coloni, che dal canto loro si ingegnavano per ottenere nuovi schiavi da navi francesi evitando al contempo multe e sequestri, e finì per rassegnare le proprie dimissioni. Al suo posto venne nominato Edward Madge, il quale ebbe a più riprese scontri con Quincy, che era rimasto in carica come giudice di pace.
Nei decenni successivi, la vita nella colonia scorse senza particolari problemi, coi governatori inglesi che si succedevano accettando di buon grado il persistere di usanze francesi fra i coloni. Motivo di forte tensione fu l'abolizione della schiavitù nel 1835, con molti proprietari terrieri che abbandonarono la colonia lasciando gli schiavi a sé stessi, liberati ma senza proprietà terriere, case o denaro: le Seychelles entrarono allora in una fase di stagnazione estrema, risoltasi solo quando venne individuata nella palma da cocco la coltura ottimale per il suolo impoverito dell'arcipelago. La colonia venne rimpolpata numericamente con l'afflusso continuo di schiavi sequestrati dagli inglesi ai sambuchi arabi a sud dell'Equatore e liberati alle Seychelles, dove divenivano forza lavoro a basso prezzo per i proprietari terrieri: si calcola che furono più di 2400 fra uomini, donne e bambini gli schiavi liberati sbarcati alle Seychelles.
Nel 1841, l'insediamento sorto attorno all'Établissement du Roi su Mahé venne ribattezzato Victoria, e cominciò a crescere, arrivando a contare nel 1879 due case d'asta, un droghiere, cinque negozianti al dettaglio, quattro negozi di liquori, un ufficio di notaio, uno studio legale, un gioielliere e un orologiaio: il 12 ottobre 1862, l'intera isola di Mahé venne spazzata da forti venti e piogge torrenziali, che causarono una valanga di fango, terra e rocce che costò la vita a una settantina di persone.
Nel cinquantennio successivo le Seychelles vennero praticamente dimenticate dalla madrepatria, che sfruttava la posizione remota dell'arcipelago per servirsene come luogo dove mandare in "esilio dorato" dagli altri possedimenti britannici i personaggi considerati scomodi, fra i quali Lela Pandak Lam (spedito alle Seychelles nel 1875 con l'accusa di aver assassinato un'autorità coloniale britannica, ed in seguito compositore dell'inno nazionale malese Negaraku) e l'arcivescovo Makarios III, che vi giunse nel 1957: frattanto, nell'arcipelago crescevano il malcontento e la frustrazione per la subordinazione alla colonia di Mauritius. Fu l'allora governatore proprio di Mauritius, Arthur Gordon, a perorare la causa della secessione delle Seychelles dalla colonia presso il re, ottenendo importanti concessioni per le isole ma non lo status di colonia della corona britannica, che venne ottenuto solo nel 1903 con l'insediamento del primo governatore Ernest Bickham Sweet-Escott.
Con lo scoppio della prima guerra mondiale le Seychelles vissero un periodo durissimo, caratterizzato dalla scarsità di beni essenziali, dall'inflazione galoppante e dal crollo dei salari: il tasso di criminalità salì alle stelle, e le prigioni si riempirono in breve tempo. Su richiesta del Generale Smuts venne bandita la coscrizione per un corpo di volontari, il Seychelles Labour Contingent, che arrivò a contare circa 800 uomini: lo SLC venne inviato in Africa orientale, dove la stragrande maggioranza dei componenti contrasse malattie tropicali (dissenteria, malaria, beriberi), tanto che dopo solo cinque mesi e 335 deceduti il contingente venne rimpatriato.
Alla fine della guerra, la popolazione seychellese contava circa 24.000 persone: la neonata locale associazione dei coltivatori (Planters Association) premeva per una maggiore autonomia nella gestione degli affari locali, che venne concessa nel 1929 con il Colonial Development Act. L'atto tuttavia venne emesso proprio alla vigilia della Grande depressione, che vanificò ogni progresso fatto provocando un nuovo crollo dei salari dei lavoratori e l'aumento della tassazione: l'allora governatore Arthur Grimble mise a punto una serie di riforme, la maggior parte delle quali tuttavia non venne messa in pratica se non molti anni dopo.
Con la depressione economica, anche i lavoratori terrieri (la maggior parte dei quali di colore) cominciarono a rivendicare i propri diritti: nacque a questo scopo la League of Coloured People, che si opponeva alla Planters Association espressione dell'alta borghesia bianca. Il primo partito vero e proprio fu la Taxpayers Association, sorta nel 1939 e di chiaro stampo reazionario.
Con lo scoppio della Seconda guerra mondiale, su Sainte Anne venne edificata una rimessa per idrovolanti al fine di controllare il traffico marittimo, mentre a Pointe Conan venne costruita una batteria antiaerea e una guarnigione venne distaccata a Mahé allo scopo di proteggere il porto: circa 2000 seychellesi si arruolarono nell'esercito e furono mandati nei teatri di guerra in Italia, Egitto e Palestina.
Dopo la guerra, la Taxpayers Association stravinse le elezioni del 1948 (precluse agli analfabeti, e quindi limitate praticamente ai soli proprietari terrieri dei quali il partito era espressione politica), in tandem con la Planters Association: questo predominio continuò praticamente immutato fino al 1964, quando vennero costituiti il Partito Popolare (inizialmente SPUP, Seychelles People's United Party, in seguito SPPF, Seychelles People's Progressive Front), di stampo socialista-indipendentista, capeggiato da France-Albert René, ed il Partito Democratico (SDP, Seychelles Democratic Party), presieduto da James Mancham, più vicino agli interessi della media e alta borghesia e fautore del mantenimento del legame coloniale. Nel frattempo, nel 1958, l'arbitrato con la Francia sul possesso delle Isole Gloriose venne risolto a favore di quest'ultima.
Le elezioni del 1966 videro la vittoria dell'SDP, il quale cercò, senza trovarlo, un compromesso con le posizioni massimaliste dello SPUP: nel 1970 venne varata una nuova costituzione, e Mancham divenne primo ministro. Alle elezioni del 1974 sia l'SDP che lo SPUP si presentarono caldeggiando l'indipendenza dal Regno Unito: in seguito ai risultati elettorali e agli accordi con lo stesso il 29 giugno 1976 le Seychelles divennero una repubblica indipendente in seno al Commonwealth, con James Mancham (frattanto divenuto baronetto) eletto come primo presidente e René come primo ministro. Con l'indipendenza, vennero annessi alle Seychelles anche i gruppi di isole di Aldabra, Farquhar e Amirantes, scorporate nel Territorio britannico dell'Oceano Indiano dal novembre del 1965.
Il 5 giugno 1977, mentre Mancham era in missione diplomatica all'estero, un colpo di Stato ne sancì la deposizione a favore del primo ministro France-Albert René, che instaurò un regime monopartitico dello SPUP (frattanto ribattezzato SPPF, Seychelles People's Progressive Front): tale situazione venne convalidata dalla costituzione modificata del 1979. Nel 1981 fallì un contro-colpo di Stato organizzato dal Sudafrica dell'apartheid. Nuove minacce per il governo vennero da un ammutinamento di parte dell'esercito nell'agosto 1982; le truppe governative, con l'ausilio di rinforzi della Tanzania, riuscirono comunque a sconfiggere i ribelli.
Gli ex-governanti in esilio diedero vita al Mouvement Pour La Resistance (MPR), professante un'opposizione nonviolenta al regime di René ed il cui massimo esponente, Gérard Hoarau, venne assassinato in circostanze misteriose il 29 novembre 1985 da sconosciuti davanti all'uscio di casa a Londra. Con la morte di Hoarau, le altre autorità espulse o autoesiliatesi formarono una vasta coalizione gettando le basi un programma che prese il nome di Seychelles International Repatriation and Onward Program (SIROP), il quale prevedeva un ritorno pacifico in patria e forti riforme economiche per il Paese.
La condizione di monopartitismo terminò solo nel 1991, con lo scioglimento dell'Unione Sovietica: venne indetto un congresso straordinario dell'SPPF il 4 dicembre di quell'anno, al termine del quale René annunciò un ritorno al sistema multipartitico. Circa tre settimane dopo, il 27 dicembre, tale decisione venne ratificata da un'apposita modifica delle costituzione. Fra i primi partiti a "resuscitare" vi fu il partito democratico di James Mancham, frattanto rientrato dall'esilio, ed entro la fine dell'aprile 1992 vi erano otto partiti registrati, coi lavori della Costituente che vennero fissati fra il 23 ed il 26 luglio 1992. La commissione costituzionale era costituita da 22 membri eletti (14 dell'SPPF e 8 del DP), cominciò i lavori il 27 agosto, mentre Mancham e René chiedevano a gran voce coesione nazionale e rispetto. La nuova versione della costituzione emendata in senso democratico fu proposta nel 1992 ma non fu ratificata, non raggiungendo il 60% dei voti a favore come prescritto; una nuova versione corretta e modificata fu invece approvata il 7 maggio 1993, col 73,9% dei voti a favore.
Fra il 23 ed il 26 luglio 1993 vi furono le prime elezioni presidenziali e legislative dopo circa un ventennio: la vittoria andò fra le contestazioni all'uscente René, ma venne giudicata regolare e legittima dagli osservatori internazionali.
Le nuove elezioni del marzo 1998 videro due candidati sfidare France-Albert René e il suo SPPF: oltre a James Mancham, il DP sosteneva anche un altro candidato, Wavel Ramkalawan. La vittoria andò nuovamente a René, addirittura con percentuali maggiori rispetto alla tornata elettorale precedente (da 59,5 nel 1993 a 66,6, mentre l'Assemblea Nazionale aumentò i consensi dal 56,5% al 61,7%).
Nel 1999, Mancham passò al partito liberale di centro Seychelles National Party (SNP), perdendo nuovamente contro René col 42% dei voti nel 2002: nel 2004, René fece un passo indietro, lasciando la presidenza al suo vice James Michel, che confermò il predominio dell'SPPF anche nel 2006, vincendo contro Wavel Ramkalawan col 53,5% dei voti.

## Politica

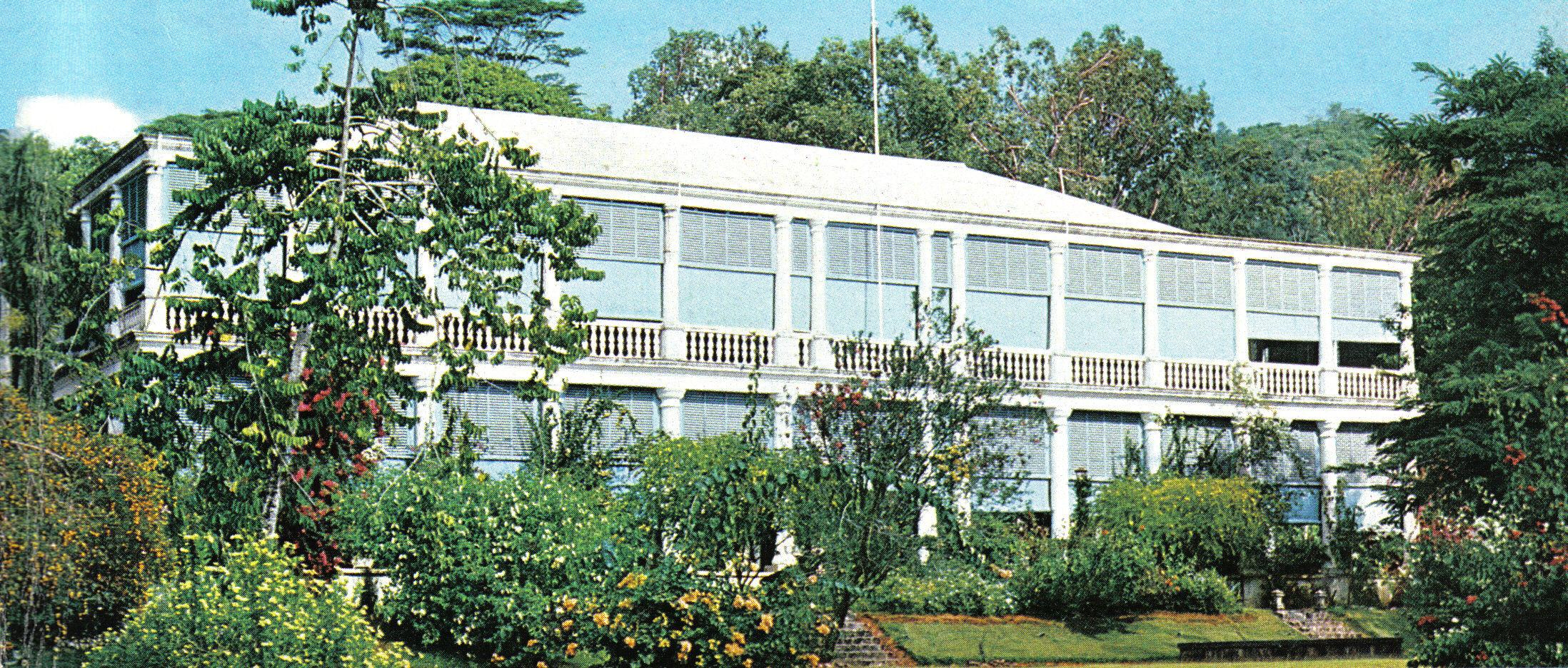
Residenza del Presidente della Repubblica delle Seychelles a Victoria

Le Seychelles sono una repubblica presidenziale, in cui il presidente svolge le funzioni di capo di Stato e capo del governo: il presidente è eletto per voto popolare e resta in carica per cinque anni.
Il presidente presiede il parlamento (National Assembly o Assemblée Nationale), che è unicamerale e conta 34 membri (25 eletti direttamente con voto popolare per scrutinio maggioritario uninominale, e 9 eletti con criterio proporzionale in accordo con la percentuale di voti ricevuta dai partiti politici di appartenenza). Tutti i membri del parlamento durano in carica cinque anni.
Il campo delle posizioni politiche dei partiti va dai socialisti ai liberal-democratici.
Dato che le Seychelles sono considerate appartenenti geograficamente al continente africano, spiccano per posizione di eccellenza (in seconda posizione su 48) nella scala del 2008 dell'Ibrahim Index of African Governance dei paesi sub-sahariani, per sicurezza sociale, partecipazione democratica e sviluppo umano.

### Politica estera

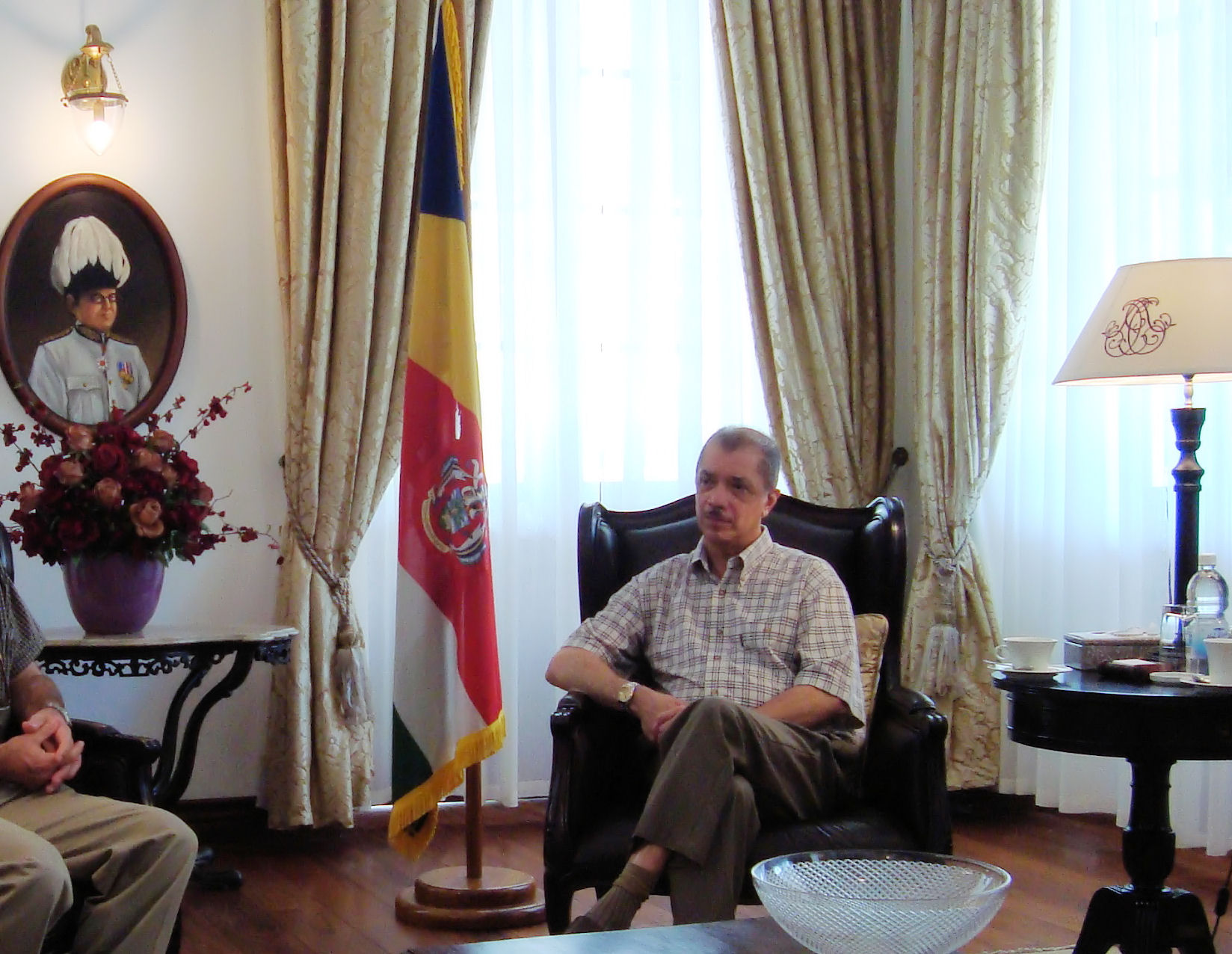
Il Presidente James Michel nel suo ufficio a Victoria, nel 2009

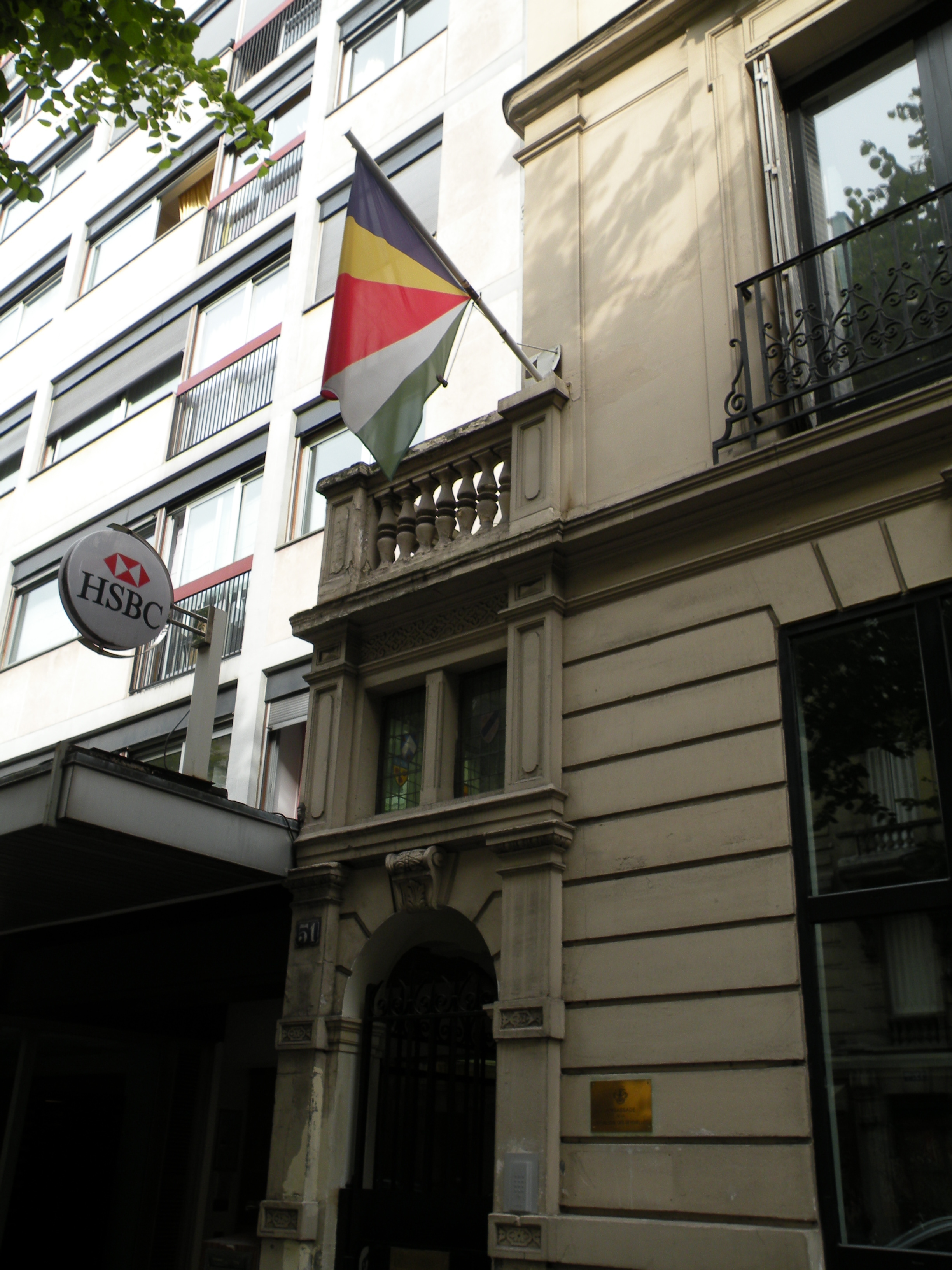
L'ambasciata seychellese a Parigi

Le Seychelles sono uno Stato membro della Commissione dell'Oceano Indiano (IOC), dell'Organizzazione internazionale della francofonia, dell'Unione africana, alla Comunità di sviluppo dell'Africa meridionale (SADC) al Commonwealth delle nazioni. Il 10 agosto 2010 ratificano inoltre lo Statuto di Roma divenendo Stato parte della Corte penale internazionale.
In generale, le Seychelles sono uno stato non allineato e seguono in politica estera un atteggiamento di "neutralità positiva" e volto alla diminuzione della presenza delle superpotenze nell'Oceano Indiano, promuovendo una "zona di pace" nello stesso e chiedendo la cessazione della presenza di basi statunitensi su Diego Garcia.
A Victoria sono presenti ambasciate di Russia (le cui relazioni con le Seychelles risalgono all'immediato periodo post-indipendenza e che mantengono il legame con le Seychelles tramite l'ambasciata a Parigi e un consolato onorario a San Pietroburgo), Cina (a Pechino è presente un'ambasciata seychellese e con la quale sono stati stipulati numerosi accordi commerciali e logistici, come l'approvazione della costruzione di una base navale in funzione anti-pirateria nel 2011), India (con cui esistono accordi riguardo alla lotta alla pirateria e con entrambi i Paesi che mantengono un alto commissario), Libia, Cuba, Francia (con cui è esistito un caso di rivendicazione territoriale relativo alle isole Gloriose fino al 2001, quando si giunse a un accordo) e Regno Unito. Le Seychelles mantengono inoltre relazioni diplomatiche bilaterali con (in ordine alfabetico):
- Armenia[20] (dal 2006);
- Cipro, con cui sono stati siglati una serie di accordi bilaterali[21];
- Corea del Sud, fin dall'indipendenza[22];
- Grecia, tramite l'ambasciata seychellese in Francia[23];
- Malaysia, con le Seychelles che mantengono un alto commissario a Subang Jaya[24];
- Sudafrica, con un alto commissario seychellese a Pretoria;
- Stati Uniti d'America, la cui ambasciata è stata chiusa nel 1996, per essere sostituita da un'agenzia consolare sotto la supervisione dell'ambasciata americana a Port Louis[25];
- Vietnam[26].

La repubblica ha inoltre interrotto le relazioni con la Repubblica Democratica Araba dei Sahrawi nel 2008, con il ritiro del riconoscimento diplomatico.

### Geografia politica

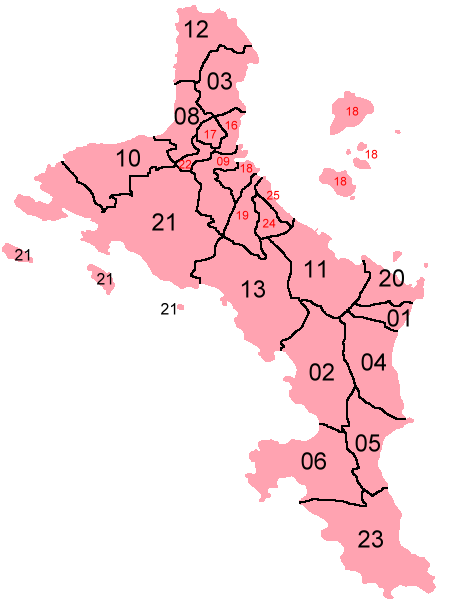
Mappa di Mahé con distretti numerati: in rosso quelli facenti parte della Greater Victoria.

Le Seychelles si dividono in 25 distretti, tutti situati sulle isole principali, tranne uno che raggruppa le Isole Esterne (Zil Elwannyen Sesell in creolo). Di questi, 22 sono situati sulla sola Mahé (di cui tre, ossia La Rivière Anglaise, Saint Louis e Mont Fleuri, comprendono la capitale Victoria, che sommandosi ad altri cinque, vale a dire Bel Air, Les Mamelles, Mont Buxton, Plaisance e Roche Caiman, vanno a formare l'agglomerato urbano conosciuto come Greater Victoria, e i restanti quattordici la parte rurale dell'isola), due su Praslin e uno comprende La Digue più alcune altre isole circonvicine.
Originariamente, i distretti erano 23, e fungevano anche da circoscrizioni elettorali con concili governativi elettivi: nel 1998, vennero aggiunti due nuovi distretti (Roche Caiman e Les Mamelles) ottenuti perlopiù a partire da terra sottratta al mare nel distretto di Plaisance, e ciascun distretto venne affidato a un amministratore di nomina governativa.
I distretti, distinti per regione geografica, sono i seguenti:
- Mahé:
  - Greater Victoria: Bel Air, La Rivière Anglaise, Les Mamelles, Mont Buxton, Mont Fleuri, Paisance, Roche Caiman, Saint Louis;
  - Mahé Orientale: Anse-aux-Pins, Au Cap, Cascade, Pointe La Rue;
  - Mahé Settentrionale: Anse Etoile, Beau Vallon, Glacis;
  - Mahé Meridionale: Anse Royale, Baie Lazare, Takamaka;
  - Mahé Occidentale: Anse Boileau, Bel Ombre, Grand'Anse Mahé, Port Glaud;
- Isole Interne:
  - Praslin: Baie Sainte Anne, Grand'Anse Praslin.
  - La Digue e Isole Interne.
- Isole Esterne.

## Geografia

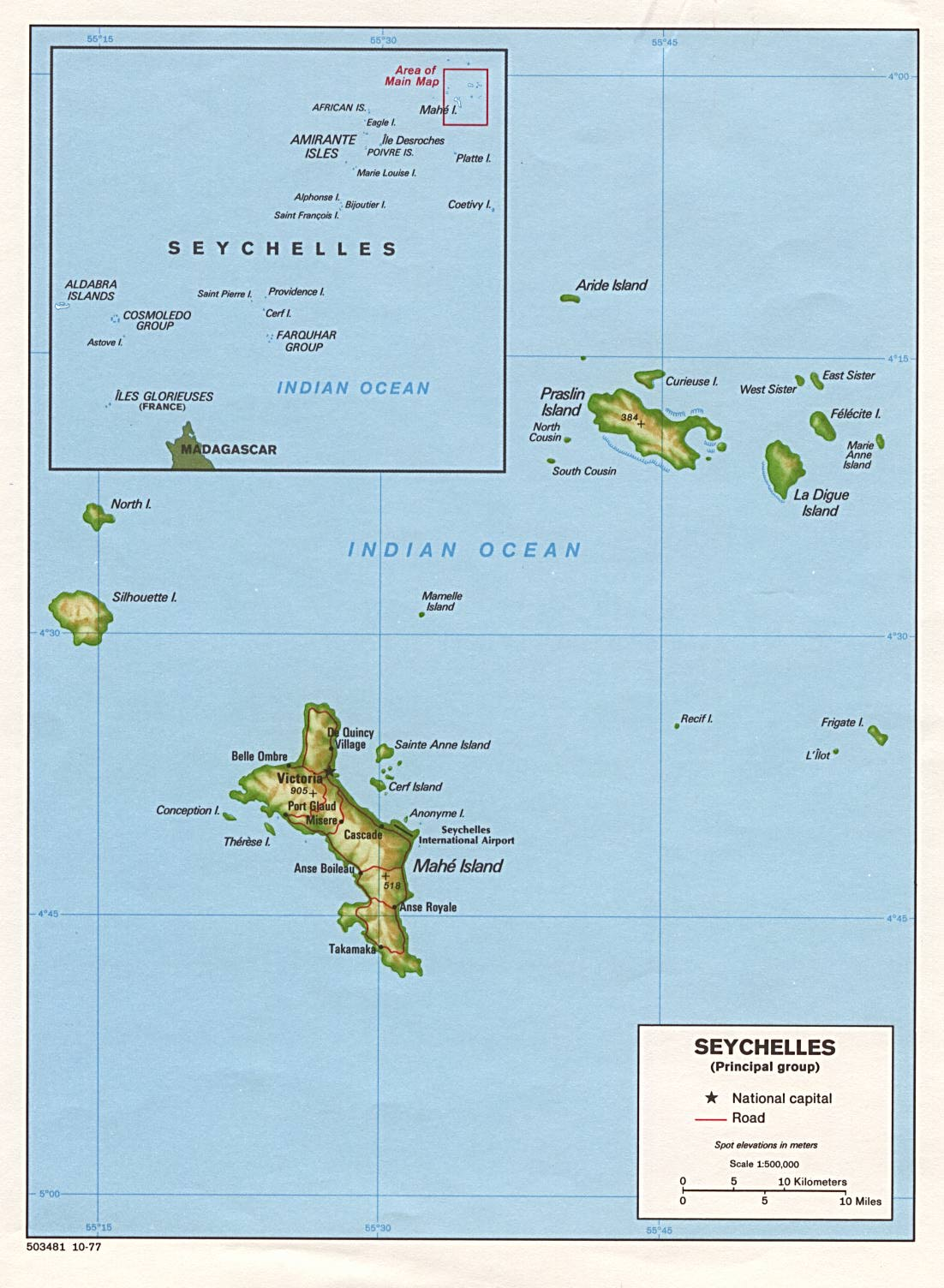
Mappa fisica delle Seychelles.

Le Seychelles sono uno stato insulare dell'Oceano indiano, parte del continente africano, situato a nord-est del Madagascar e circa 1500 km ad est delle coste del Kenya e della Tanzania, a cavallo dell'Equatore. Nonostante la superficie di soli 459 km² (dei quali un terzo spetta all'isola di Mahé e un altro terzo al gruppo di Aldabra), 202° stato per superficie, le Seychelles occupano una Zona Economica Esclusiva di ben 1374000 km², situata grossomodo fra 4ºS and 10ºS and 46ºE and 54ºE, col punto più settentrionale rappresentato dall'isola di Aride, quello più meridionale dall'isola di Goelette (nel Gruppo Farquhar), quello più orientale dall'isola di Coëtivy e quello più occidentale da West Island, nel Gruppo di Aldabra.
L'arcipelago delle Seychelles fa parte del pianoro delle Mascarene: la maggior parte delle isole ha origine granitica (anziché vulcanica o corallina come la maggior parte degli arcipelaghi dell'Oceano Indiano) e molto antica, databile a circa 750 milioni di anni fa (periodo Precambriano). Effettivamente, queste isole andrebbero considerate come parte di un microcontinente, formatosi dall'allontanamento del Madagascar dalla placca indiana fra i 90 e i 66 milioni di anni fa, fenomeno che ha portato anche altre conseguenze osservabili a tutt'oggi, come i trappi del Deccan formati dal punto caldo di Réunion: in questo senso, le Seychelles vennero portate come esempio da Alfred Wegener per dimostrare la teoria della deriva dei continenti.
Generalmente l'arcipelago viene considerato come composto da 115 isole, tuttavia la Costituzione delle Seychelles ne distingue 155.
Le principali sono:
- Mahé
- Grand Terre Island
- Praslin
- Malabar Island
- Silhouette Island
- Assumption Island
- La Digue
- Coëtivy
- Picard Island
- Astove Island
- South Farquhar
- Desroches
- North Farquhar
- Curieuse
- Félicité
- Menai Island
- Ste. Anne Island
- Frégate
- North Island
- Polymnie
- Providence Island
- Alphonse Island
- D'Arros Island
- St. Pierre Island
- Wizard Island
- Denis Island
- Poivre Sud
- Cerf Island
- Poivre Nord
- Cerf Island
- St. Joseph Island
- Perseverance Island
- Marianne Island
- Bird Island
- Grande Soeur
- Thérèse Island
- Aride Island
- Conception Island
- Aurore Island
- Port Island
- South Coconut Island
- Platte Island
- Eden Island
- Marie Louise Island
- North Coconut Island
- St. François Island
- Desnœufs Island
- South (Cosmoledo)
- Michael Island
- Esprit Island
- Petite Soeur
- Cousin Island
- Goëlettes Island
- Cousine Island
- Moustiques Island
- Eve Island
- Grande Polyte
- Rémire Island
- Long Island
- Round Island
- Romainville Island
- Soleil Island
- Anonyme Island
- Moyenne Island
- Mamelles Island
- Étoile Cay
- Vache Island
- L'Islette Island
- North Island (African Banks)
- Boudeuse Cay
- Round Island
- Booby Island
- Cachée Island
- Sèche Island
- Wizard Reef
- Chauve Souris
- St. Pierre Island

Generalmente vengono distinte delle Isole Interne (Inner Islands), comprendenti le 42 isole granitiche poste nel raggio di 56 km da Mahé (Tranne Bird Island e Denis Island, poste 90 km a nord di Mahé), per 243,7 km² di superficie(54% della superficie totale dell'arcipelago), e delle Isole Esterne (Outer Islands), molto più sparpagliate e di origine corallina, per una superficie di 211,3 km² (46% del totale).
Le isole granitiche presentano una stretta fascia costiera e rilievi collinari verso l'interno, con presenza di corsi d'acqua di portata molto modesta (146 in tutto): le isole coralline, invece, sono sostanzialmente piatte, sabbiose e circondate dalla barriera corallina, con acqua dolce molto limitata o assente.

### Clima
Il clima delle Seychelles, secondo la classificazione dei climi di Köppen, ricade nella categoria Af (foresta pluviale tropicale): la temperatura subisce piccole variazioni durante l'anno, mantenendosi fra i 24 e i 30 gradi centigradi, e il tasso di umidità è piuttosto alto, precipitazioni circa 2 900–3600 mm annui (dati riferiti a Mahé, più piovosa rispetto alle altre isole granitiche).
Le isole granitiche giacciono al di fuori della cintura dei cicloni: da maggio a novembre, gli alisei di sud-est spazzano regolarmente le isole, abbattendo l'umidità e rendendo il clima particolarmente piacevole, con i mesi più freddi che sono luglio e agosto, quando le temperature medie scendono attorno ai 24 °C. Da dicembre ad aprile l'umidità e la piovosità aumentano assieme alle temperature, che spesso in marzo e aprile (i mesi più caldi in assoluto) superano i 31 °C.

## Flora e fauna

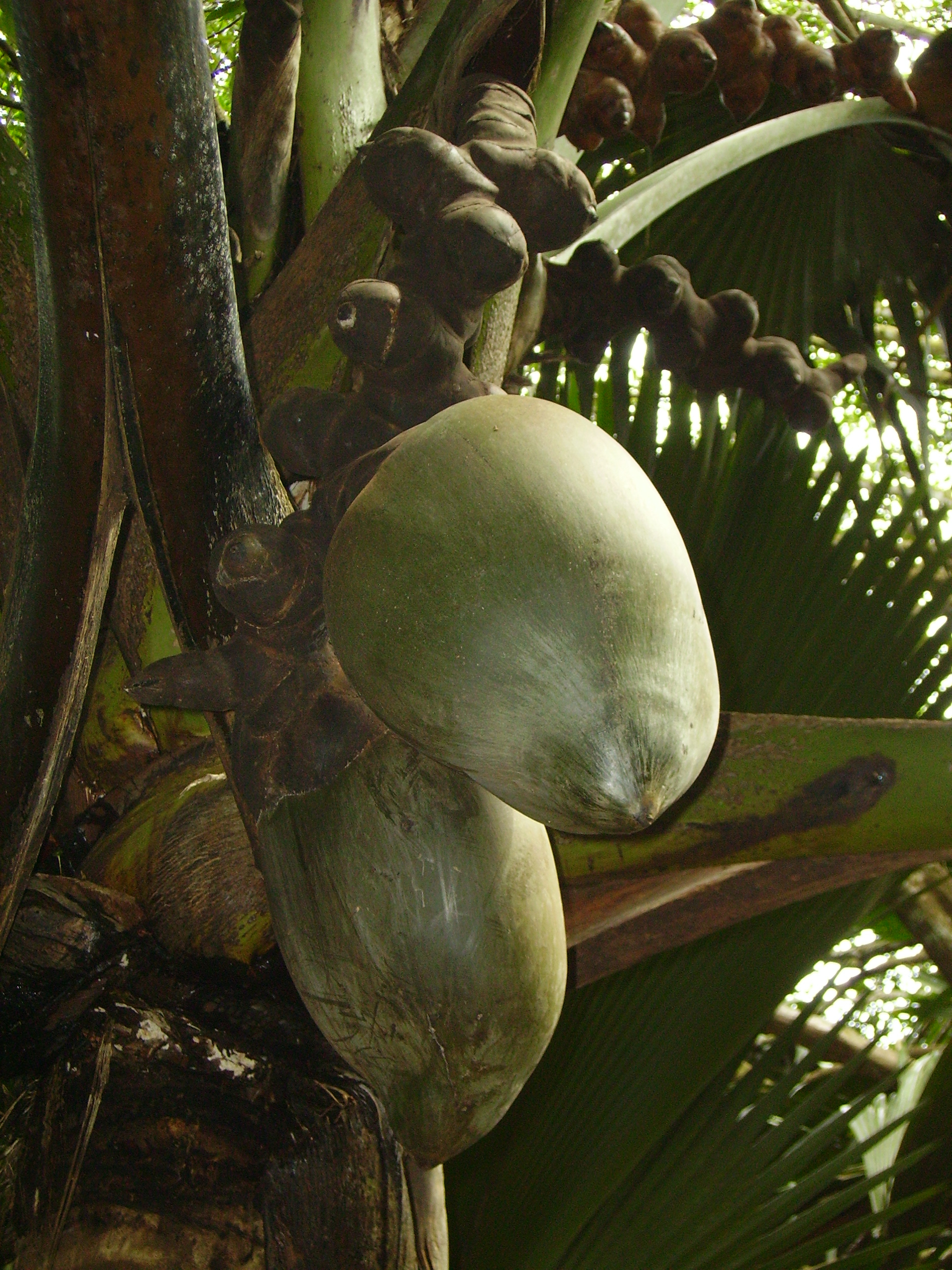
Coco de mer pianta endemica di Praslin.

Grazie all'antichità di formazione e al lungo isolamento, senza presenza umana, le Seychelles presentano una natura lussureggiante e un alto tasso di endemismo.
Fra le piante si contano 75 specie endemiche sulle isole granitiche, più ulteriori 25 nel gruppo di Aldabra: fra queste, il famoso coco de mer, pianta dal seme più grande del mondo, oltre al primitivo "albero medusa" e alla Rothmannia annae dell'isola di Aride. Fra gli animali, le specie più rappresentative sono il pappagallo nero di Praslin, raro uccello eletto a simbolo nazionale dell'arcipelago, e la tartaruga gigante di Aldabra (della quale probabilmente sono esistite più specie).
Le isole granitiche sono ricoperte da lussureggiante vegetazione, specialmente nelle aree collinari e rurali: un esempio è la Vallée de mai, patrimonio dell'umanità UNESCO e considerata dai primi coloni il Giardino dell'Eden. Gli atolli corallini sono invece più spogli a causa della scarsità d'acqua dolce, presentando palmeti o magrovieti. Le isole coralline ospitano grandi colonie riproduttrici di uccelli marini: anche le acque circostanti le isole sono ricche di vita, con ampia presenza di barriera corallina, in fase di recupero dopo il devastante sbiancamento degli anni '90.
In virtù della loro colonizzazione più recente e meno massiccia rispetto ad esempio ad altri ambienti insulari come Mauritius e le Hawaii, le Seychelles hanno sofferto in misura minore della riduzione della biodiversità che caratterizza gli ambienti insulari una volta venuti a contatto con l'uomo. Ciononostante, anche nell'arcipelago la copertura forestale è considerevolmente diminuita, e non sono mancati diversi casi di estinzione, fra cui il parrocchetto delle Seychelles, l'occhialino delle Seychelles e il coccodrillo marino (quest'ultimo estintosi localmente nell'arcipelago ma largamente presente altrove). Grazie all'impegno del governo, coadiuvato da numerose associazioni ambientalistiche, altre specie sono state invece salvate dall'estinzione, come ad esempio la gazza pettirosso delle Seychelles, il pigliamosche del paradiso delle Seychelles e la silvia delle Seychelles, oltre alla già citata testuggine gigante.
Negli anni passati, il governo seychellese ha attivamente sensibilizzato la popolazione al rispetto dell'ambiente, facendolo di fatto diventare un valore sociale, emanando una serie di leggi volte a proteggere gli ecosistemi locali (ad esempio con l'eradicazione dei ratti o il divieto della pesca subacquea) e cercando di promuovere uno sviluppo sostenibile: attualmente circa il 40% dell'arcipelago è protetto, e con l'istituzione di nuove aree si ritiene che presto circa la metà delle Seychelles sarà costituita da aree protette. Ciononostante, nelle aree non protette l'ecosistema mostra segni di sofferenza.

## Popolazione

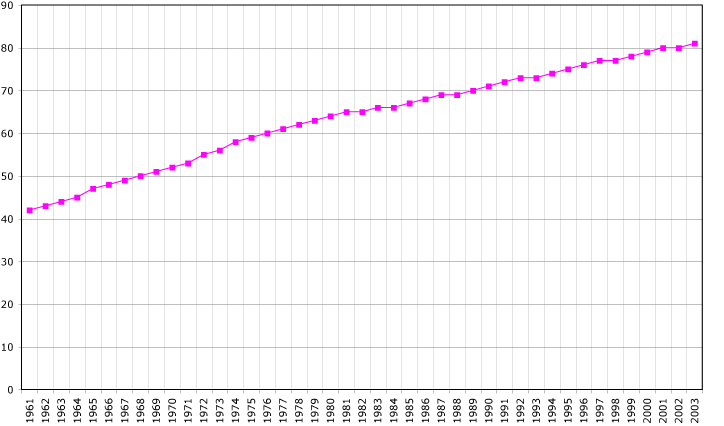
Dati FAO aggiornati al 2005 sulla popolazione delle Seychelles.

Originariamente disabitate, nel corso del XVIII secolo le Seychelles sono state colonizzate dai francesi e dai loro schiavi, perlopiù provenienti dall'Africa Orientale e in misura minore dal Madagascar: nel corso del XIX secolo, col passaggio di mano dell'arcipelago, giunsero gli inglesi, e con l'abolizione della schiavitù numerosi coolies di origine asiatica.
Nel 2010, la popolazione stimata delle Seychelles ammontava a circa 92.838 persone, dato questo che ne fa il 184° stato per popolazione al mondo. Gli abitanti dell'arcipelago sono suddivisi in maniera estremamente disomogenea fra le varie isole: circa il 90% dei seychellesi, infatti, vive sulla sola Mahé, mentre un ulteriore 9% risiede nelle altre isole granitiche (Praslin e La Digue), con le rimanenti isole che sono solo scarsamente popolate o disabitate. Agli abitanti si sommano circa 1 703 immigrati più o meno temporanei, che soggiornano nell'arcipelago per questioni lavorative.
La densità abitativa media dell'intero arcipelago è di 187 abitanti/km² (46° stato per densità di popolazione, appena dopo l'Italia).
La composizione etnica dell'arcipelago è estremamente eterogenea, in quanto le varie etnie nel corso delle generazioni si sono fuse pacificamente fra loro, al punto che la stragrande maggioranza dei seychellesi ha origini miste. Sono identificabili alcuni grandi gruppi:
- i creoli, discendenti della commistione razziale fra gli schiavi africani e i loro proprietari (francesi o inglesi), e successivamente con apporti anche da parte delle comunità asiatiche e di altri immigrati nell'arcipelago. Essi costituiscono oltre il 90% della popolazione seychellese;
- i gran blan ("grandi bianchi" in creolo), discendenti dei coloni francesi originari ai quali venne concesso di restare sulle isole anche dopo che le Seychelles divennero britanniche a seguito delle guerre napoleoniche, i quali dominano la vita sociale e culturale. Essi costituiscono circa il 2% della popolazione;
- i discendenti dei coloni britannici giunti nell'arcipelago durante la dominazione coloniale inglese, che costituiscono circa il 3% della popolazione seychellese;
- i cinesi, costituenti circa l'1% della popolazione e concentrati nella zona di Mont Fleuri[35]. Discendenti del primo gruppo di lavoratori nelle piantagioni di vaniglia giunti da Mauritius nel 1886[36], attualmente sono attivi specialmente come piccoli commercianti;
- gli indiani, discendenti dei coolies giunti nel corso della seconda metà dell'800 specialmente per la costruzione di strade[37], in massima parte di etnia tamil e rappresentanti circa il 5% della popolazione totale[38].

La popolazione seychellese mostra un tasso di crescita piuttosto basso rispetto ad altri Paesi africani (0,43%, con un tasso di fecondità totale di circa 1,75 figli per donna). Il tasso di mortalità infantile è molto alto, attestandosi attorno al 15,53‰.
La speranza di vita alla nascita è di 69 anni, sia per gli uomini che per le donne: l'età media degli abitanti dell'arcipelago è di circa 32 anni.
|      | Popolazione in migliaia | Nati vivi | Morti | Incremento / decremento | Tasso di natalità assoluto in migliaia | Tasso di mortalità assoluto in migliaia | Incremento / decremento in migliaia | Tasso di fecondità totale |
| ---- | ----------------------- | --------- | ----- | ----------------------- | -------------------------------------- | --------------------------------------- | ----------------------------------- | ------------------------- |
| 1950 | 36                      | 1 061     | 418   | 643                     | 29,5                                   | 11,6                                    | 17,9                                |                           |
| 1951 | 34                      | 1 033     | 425   | 608                     | 30,4                                   | 12,5                                    | 17,9                                |                           |
| 1952 | 36                      | 1 037     | 456   | 581                     | 28,8                                   | 12,7                                    | 16,1                                |                           |
| 1953 | 37                      | 1 169     | 438   | 731                     | 31,6                                   | 11,8                                    | 19,8                                |                           |
| 1954 | 37                      | 1 209     | 457   | 752                     | 32,7                                   | 12,4                                    | 20,3                                |                           |
| 1955 | 39                      | 1 303     | 456   | 847                     | 33,4                                   | 11,7                                    | 21,7                                |                           |
| 1956 | 38                      | 1 458     | 468   | 990                     | 38,4                                   | 12,3                                    | 26,1                                |                           |
| 1957 | 38                      | 1 534     | 424   | 1 110                   | 40,4                                   | 11,2                                    | 29,2                                |                           |
| 1958 | 39                      | 1 553     | 450   | 1 103                   | 39,8                                   | 11,5                                    | 28,3                                |                           |
| 1959 | 40                      | 1 595     | 421   | 1 174                   | 39,9                                   | 10,5                                    | 29,4                                |                           |
| 1960 | 42                      | 1 714     | 450   | 1 264                   | 40,8                                   | 10,7                                    | 30,1                                |                           |
| 1961 | 43                      | 1 775     | 574   | 1 201                   | 41,3                                   | 13,3                                    | 27,9                                |                           |
| 1962 | 44                      | 1 733     | 504   | 1 229                   | 39,4                                   | 11,5                                    | 27,9                                |                           |
| 1963 | 45                      | 1 855     | 513   | 1 342                   | 41,2                                   | 11,4                                    | 29,8                                |                           |
| 1964 | 46                      | 1 867     | 485   | 1 382                   | 40,6                                   | 10,5                                    | 30,0                                |                           |
| 1965 | 47                      | 1 772     | 563   | 1 209                   | 37,7                                   | 12,0                                    | 25,7                                |                           |
| 1966 | 47                      | 1 895     | 515   | 1 380                   | 40,3                                   | 11,0                                    | 29,4                                |                           |
| 1967 | 48                      | 1 827     | 536   | 1 291                   | 38,1                                   | 11,2                                    | 26,9                                |                           |
| 1968 | 49                      | 1 738     | 538   | 1 200                   | 35,5                                   | 11,0                                    | 24,5                                |                           |
| 1969 | 51                      | 1 715     | 561   | 1 154                   | 33,6                                   | 11,0                                    | 22,6                                |                           |
| 1970 | 52                      | 1 660     | 437   | 1 223                   | 31,9                                   | 8,4                                     | 23,5                                |                           |
| 1971 | 53                      | 1 837     | 464   | 1 373                   | 34,7                                   | 8,8                                     | 25,9                                |                           |
| 1972 | 55                      | 1 723     | 529   | 1 194                   | 31,3                                   | 9,6                                     | 21,7                                |                           |
| 1973 | 56                      | 1 639     | 475   | 1 164                   | 29,3                                   | 8,5                                     | 20,8                                |                           |
| 1974 | 57                      | 1 860     | 497   | 1 363                   | 32,6                                   | 8,7                                     | 23,9                                |                           |
| 1975 | 59                      | 1 806     | 433   | 1 373                   | 30,6                                   | 7,3                                     | 23,3                                |                           |
| 1976 | 61                      | 1 642     | 466   | 1 176                   | 26.9                                   | 7.6                                     | 19.3                                |                           |
| 1977 | 62                      | 1 599     | 477   | 1 122                   | 25,8                                   | 7,7                                     | 18,1                                |                           |
| 1978 | 62                      | 1 796     | 466   | 1 330                   | 29,0                                   | 7,5                                     | 21,5                                |                           |
| 1979 | 63                      | 1 730     | 438   | 1 292                   | 27,5                                   | 7,0                                     | 20,5                                |                           |
| 1980 | 63                      | 1 830     | 444   | 1 386                   | 29,0                                   | 7,0                                     | 22,0                                |                           |
| 1981 | 64                      | 1 802     | 442   | 1 360                   | 28,2                                   | 6,9                                     | 21,3                                |                           |
| 1982 | 64                      | 1 552     | 482   | 1 070                   | 24,3                                   | 7,5                                     | 16,7                                |                           |
| 1983 | 64                      | 1 662     | 452   | 1 210                   | 25,8                                   | 7,0                                     | 18,8                                |                           |
| 1984 | 65                      | 1 739     | 488   | 1 251                   | 26,9                                   | 7,6                                     | 19,4                                |                           |
| 1985 | 65                      | 1 729     | 468   | 1 261                   | 26,5                                   | 7,2                                     | 19,3                                |                           |
| 1986 | 66                      | 1 722     | 498   | 1 224                   | 26,2                                   | 7,6                                     | 18,6                                |                           |
| 1987 | 66                      | 1 684     | 505   | 1 179                   | 25,4                                   | 7,6                                     | 17,8                                |                           |
| 1988 | 67                      | 1 643     | 504   | 1 139                   | 24,7                                   | 7,6                                     | 17,1                                |                           |
| 1989 | 69                      | 1 600     | 563   | 1 037                   | 23,2                                   | 8,2                                     | 15,0                                |                           |
| 1990 | 70                      | 1 617     | 543   | 1 074                   | 23,3                                   | 7,8                                     | 15,5                                |                           |
| 1991 | 71                      | 1 708     | 545   | 1 163                   | 24,2                                   | 7,7                                     | 16,5                                |                           |
| 1992 | 71                      | 1 603     | 522   | 1 081                   | 22,7                                   | 7,4                                     | 15,3                                |                           |
| 1993 | 72                      | 1 689     | 597   | 1 092                   | 23,4                                   | 8,3                                     | 15,1                                |                           |
| 1994 | 74                      | 1 700     | 550   | 1 150                   | 23,0                                   | 7,5                                     | 15,6                                |                           |
| 1995 | 75                      | 1 582     | 525   | 1 057                   | 21,0                                   | 7,0                                     | 14,0                                |                           |
| 1996 | 76                      | 1 611     | 566   | 1 045                   | 21,1                                   | 7,4                                     | 13,7                                |                           |
| 1997 | 77                      | 1 475     | 603   | 872                     | 19,1                                   | 7,8                                     | 11,3                                |                           |
| 1998 | 79                      | 1 412     | 570   | 842                     | 17,9                                   | 7,2                                     | 10,7                                |                           |
| 1999 | 80                      | 1 460     | 560   | 900                     | 18,2                                   | 7,0                                     | 11,2                                |                           |
| 2000 | 81                      | 1 512     | 553   | 959                     | 18,6                                   | 6,8                                     | 11,8                                |                           |
| 2001 | 81                      | 1 440     | 554   | 886                     | 17,7                                   | 6,8                                     | 10,9                                |                           |
| 2002 | 84                      | 1 481     | 647   | 834                     | 17,7                                   | 7,7                                     | 10,0                                |                           |
| 2003 | 83                      | 1 498     | 668   | 830                     | 18,1                                   | 8,1                                     | 10,0                                |                           |
| 2004 | 83                      | 1 435     | 611   | 824                     | 17,3                                   | 7,4                                     | 9,9                                 |                           |
| 2005 | 84                      | 1 536     | 673   | 863                     | 18,3                                   | 8,0                                     | 10,3                                |                           |
| 2006 | 85                      | 1 467     | 664   | 803                     | 17,3                                   | 7,8                                     | 9,4                                 |                           |
| 2007 | 86                      | 1 499     | 630   | 869                     | 17,4                                   | 7,3                                     | 10,1                                |                           |
| 2008 | 87                      | 1 546     | 662   | 884                     | 17,8                                   | 7,6                                     | 10,2                                |                           |
| 2009 | 87                      | 1 580     | 684   | 896                     | 18,1                                   | 7,8                                     | 10,3                                | 2,38                      |
| 2010 | 87                      | 1 504     | 664   | 840                     | 16,8                                   | 7,4                                     | 9,4                                 | 2,17                      |
| 2011 | 88                      | 1 625     | 691   | 934                     | 18,6                                   | 7,9                                     | 10,7                                | 2,38                      |
| 2012 | 89                      | 1 645     | 651   | 994                     | 18,6                                   | 7,4                                     | 11,3                                | 2,42                      |
| 2013 | 92                      | 1 566     | 717   | 849                     | 17,4                                   | 8,0                                     | 9,4                                 | 2,37                      |
| 2014 | 92                      | 1 557     | 725   | 832                     | 17,0                                   | 7,9                                     | 9,1                                 | 2,34                      |
| 2015 | 93                      | 1 592     | 703   | 889                     | 17,0                                   | 7,5                                     | 9,5                                 |                           |

Struttura della popolazione (stima del 2013).
| Fascia d'età | Maschi | Femmine | Totale | %    |
| ------------ | ------ | ------- | ------ | ---- |
| Totale       | 44 735 | 45 214  | 89 949 | 100  |
| 0-4          | 3 777  | 3 631   | 7 408  | 8,24 |
| 5-9          | 3 179  | 3 215   | 6 394  | 7,11 |
| 10-14        | 3 131  | 2 952   | 6 083  | 6,76 |
| 15-19        | 3 411  | 3 187   | 6 598  | 7,34 |
| 20-24        | 3 393  | 2 844   | 6 237  | 6,93 |
| 25-29        | 3 609  | 3 473   | 7 082  | 7,87 |
| 30-34        | 3 751  | 3 681   | 7 432  | 8,26 |
| 35-39        | 3 529  | 3 693   | 7 222  | 8,03 |
| 40-44        | 3 656  | 3 536   | 7 192  | 8,00 |
| 45-49        | 3 371  | 3 628   | 6 999  | 7,78 |
| 50-54        | 3 162  | 3 153   | 6 315  | 7,02 |
| 55-59        | 2 473  | 2 351   | 4 824  | 5,36 |
| 60-64        | 1 459  | 1 604   | 3 063  | 3,41 |
| 65-69        | 1 106  | 1 193   | 2 299  | 2,56 |
| 70-74        | 789    | 999     | 1 788  | 1,99 |
| 75-79        | 468    | 890     | 1 358  | 1,51 |
| 80-84        | 286    | 634     | 920    | 1,02 |
| 85-89        | 141    | 349     | 490    | 0,54 |
| 90-94        | 37     | 152     | 189    | 0,21 |
| 95-99        | 6      | 44      | 50     | 0,06 |
| 100+         | 1      | 5       | 6      | 0,01 |

| Fascia d'età | Maschi | Femmine | Totale | %     |
| ------------ | ------ | ------- | ------ | ----- |
| 0-14         | 10 087 | 9 798   | 19 885 | 22,11 |
| 15-64        | 31 814 | 31 150  | 62 964 | 70,00 |
| 65+          | 2 834  | 4 266   | 7 100  | 7,89  |

### Religione
Le Seychelles sono uno stato di tradizione cattolica: cattolici erano i primi coloni dell'arcipelago, cattolici diventavano i loro schiavi africani, e poco successo ebbero i tentativi inglesi di propagare il protestantesimo dopo la conquista delle isole. Fin dal 1890 le Seychelles formano una diocesi a sé stante, retta da un arcivescovo e direttamente dipendente dalla Santa Sede. Tra i protestanti sono maggioritari gli anglicani e nel 1979 è stato consacrato il primo vescovo anglicano seychellese, French Chang-Him.
Sulle isole sono presenti anche delle consistenti minoranze induiste, musulmane e in minima parte anche bahá'í, costituite in massima parte dai lavoratori indiani, oltre a un culto sincretico denominato ahrjuje.
Sulla base del censimento del 2002, i gruppi religiosi seychellesi sono così ripartiti:
- 82,3% cattolici;
- 10,6% protestanti, di cui;
  - 6,1% anglicani;
  - 1,5% pentecostali;
  - 1,2% avventisti del settimo giorno;
  - 1,8% altre confessioni cristiane;
- 2,4% induisti;
- 1,6% musulmani;
- 1,4% altre confessioni non cristiane;
- 1% buddisti;
- 0,5% non religioso - ateo;
- 0,2% non sa - non risponde.

La libertà religiosa è garantita per qualsiasi fede, senza restrizioni: a Victoria sono presenti un tempio induista consacrato a Ganesha (l'Arulmigu Navasakti Vinayagar Temple) e una moschea.
Oltre alla propria confessione, molte persone alle Seychelles credono fermamente alla stregoneria, al malocchio e a fenomeni esoterici: nonostante le autorità civili e religiosi scoraggino queste pratiche, non è raro per i seychellesi rivolgersi a stregoni (noti in creolo come bonom di bwa) per ottenere responsi, predizioni o amuleti (detti gri-gri) per portare fortuna a sé stessi o sventura ai nemici.

### Lingue
Le lingue ufficiali delle Seychelles sono il francese, l'inglese e il creolo seicellese (kreyol seselwa), una lingua creola basata essenzialmente su un francese elementare, con prestiti dalle lingue africane e un'influenza sempre maggiore da parte dell'inglese. Le varie minoranze, inoltre, tendono a parlare la propria lingua d'appartenenza in ambiente familiare.
Il 93,2% dei seychellesi parlano creolo come lingua madre, il 3% è madrelingua inglese, l'1,8% è madrelingua francese, lo 0,5% della popolazione utilizza come prima lingua una delle lingue cinesi, lo 0,3% usa una delle lingue indiane (principalmente tamil), il restante 1,2% ha un'altra lingua madre.

## Istruzione

### Università
L'Università delle Seychelles è stata creata nel 2009 .

## Cultura

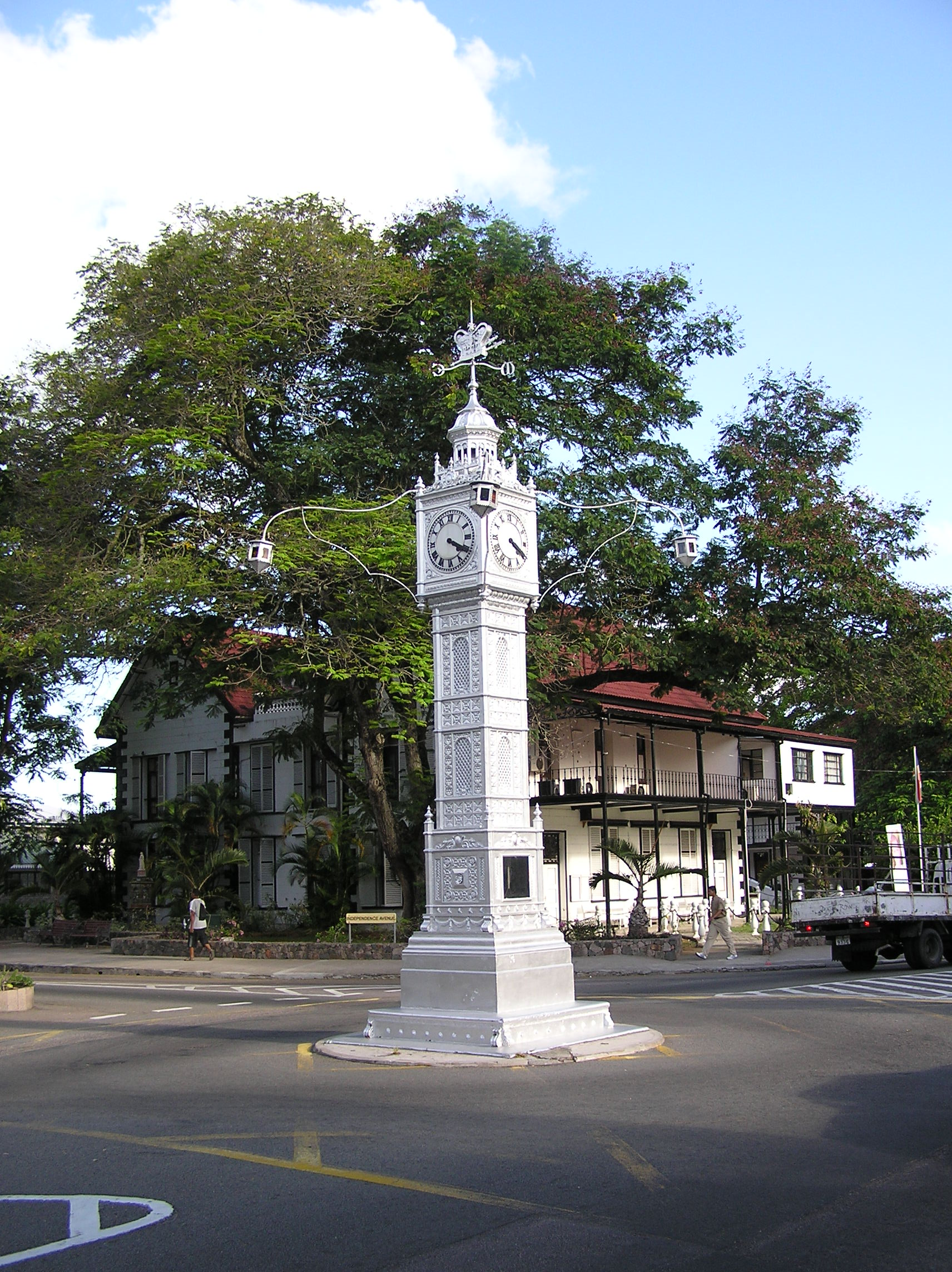
La torretta dell'orologio, nel centro di Victoria, capitale delle Seychelles.

### Società
La società delle Seychelles è essenzialmente matriarcale. Le madri tendono ad avere completo controllo della famiglia; le relazioni femminili con i maschi sono spesso temporanee, nelle famiglie il ruolo maschile è marginale ed aleatorio, ed è inteso importante solo come fattore di contributo economico alla gestione familiare. La proprietà è anche spesso trasmessa per via matrilineare.
Le madri nubili sono la norma; la legge cerca in qualche modo di promuovere il riconoscimento di paternità per dare maggior supporto ai nuclei familiari, che spesso sono costituiti da gruppi di donne di diversa generazione con relazione di parentela tra loro (madri, nonne, zie) che collaborano, aiutate da figlie/figli, spesso anche anziani, all'allevamento dei bambini; come è comprensibile spesso la paternità è poco definita.
Gli eventi sociali sono molto spesso legati a tale assetto culturale “femminile”, alla cui organizzazione spesso i maschi hanno ruolo marginale (fidanzamenti, anniversari, feste matrimoniali, compleanni, presentazione di nuove collezioni di abiti, ecc.), tali eventi, spesso status symbol, costituiscono frequentemente parte importante delle spese familiari.

### Musica
La musica delle Seychelles è molto eterogenea, esattamente come lo è la popolazione.
Buona parte dei vari filoni musicali è soprattutto una sintesi di due o tre provenienze, spesso completamente diverse.
Esiste il filone europeo con ritmi provenienti da musiche tradizionali come la polka e la mazurka, ed inoltre musiche folk e pop francesi.
Ci sono ritmi musicali provenienti da Mauritius e da Réunion, taarab, soukous, ed altri diversi di derivazione africana.
Sono presenti anche ritmi e musiche di ispirazione indiana.
Un aspetto importante è rivestito da una forma complessa di musica ritmica di percussioni detta Contombley, come è anche rilevante la Moutya, una sintesi di ritmi popolari del Kenya.
La musica più che un fatto di ascolto è spesso funzionale agli eventi sociali peculiari, che animano continuamente la società matriarcale. Tra i cantanti delle Seychelles possiamo ricordare Jean-Marc Volcy .

### Produzione letteraria
Nel XX secolo, tra i vari scrittori che si sono distinti, possiamo ricordare la figura di Antoine Abel

### Patrimoni dell'umanità
Alcuni siti delle Seychelles sono stati iscritti nella Lista dei patrimoni dell'umanità dell'UNESCO.

### Altri aspetti culturali
Nonostante etnicamente la popolazione sia spesso estremamente eterogenea e il sistema scolastico sia alquanto connesso al sistema inglese (e non ultimo lo sia anche il sistema legale), esiste quella che è stata definita dagli inglesi “una cultura enfaticamente francese” più nella forma che nella sostanza; esemplificativa è l'usanza di avere (o attribuirsi) nomi e anche cognomi decisamente francesi (in oltre il 70% della popolazione), probabilmente ritenendo questo una forma di distinzione sociale, a cui fa seguito un costume sociale e a volte anche origini che di francese hanno poco o nulla.
Sono presenti le abitazioni tradizionali dette case créole.

## Ricorrenze nazionali
- Il 18 giugno:	Fête nationale: si celebra il Giorno della Costituzione, del 1993
- Il 29 giugno: Indépendance: si celebra il Giorno dell'indipendenza dal Regno Unito, nel 1976

## Economia

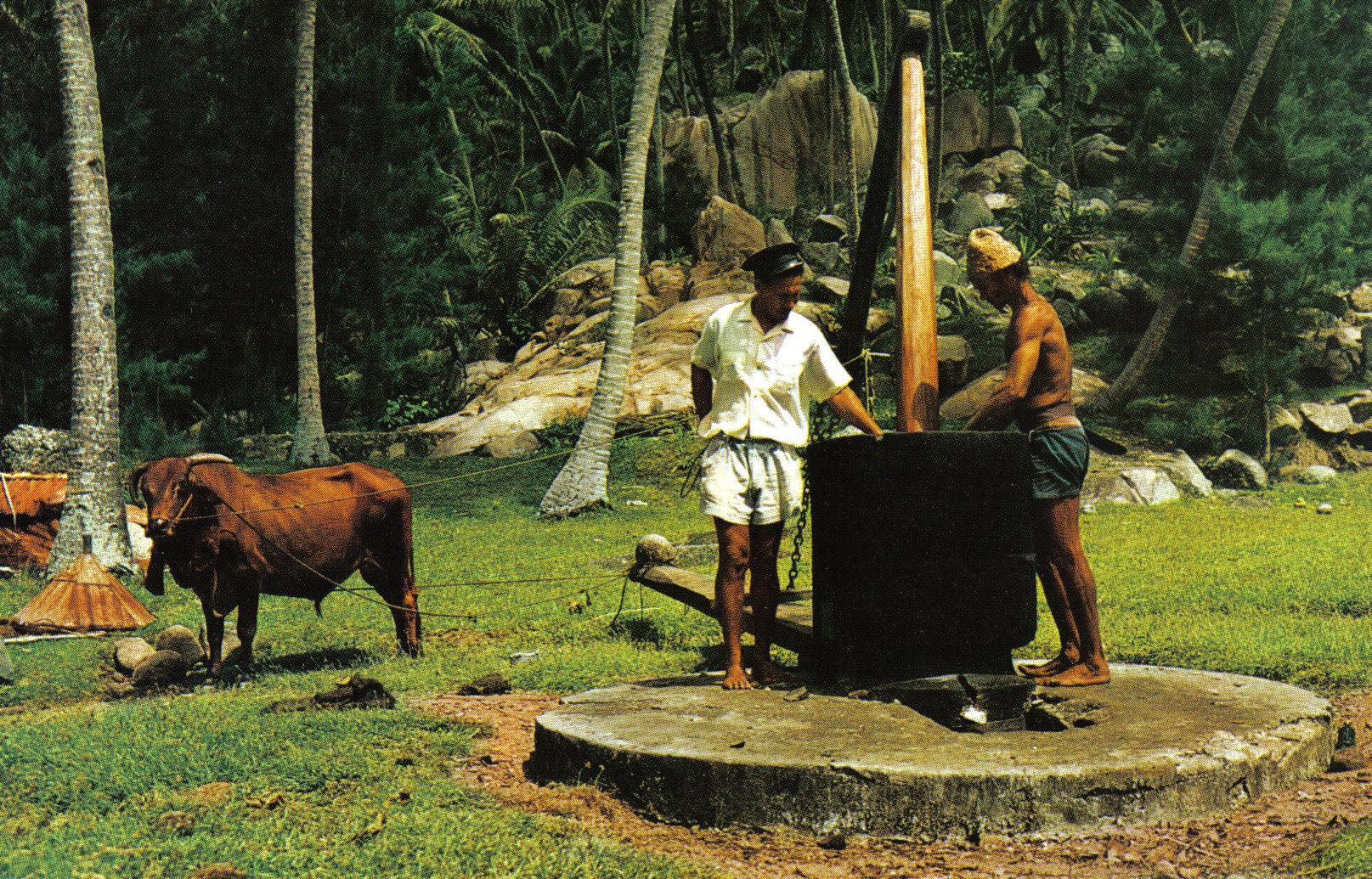
Fabbricazione dell'olio di cocco dalla copra, primi anni settanta.

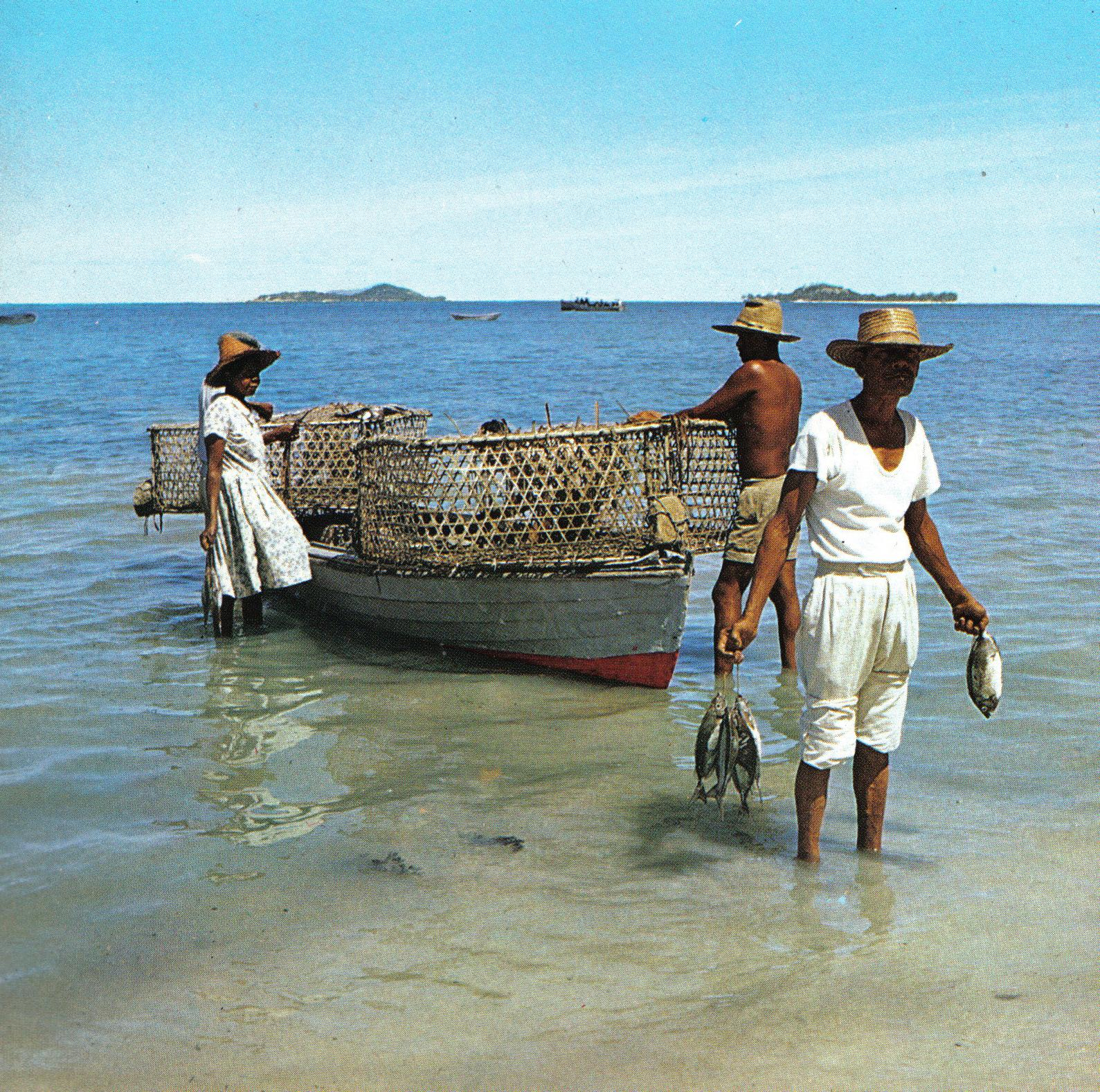
Seychelles, ritorno dalla pesca.

Dalla data dell'indipendenza nel 1976, il reddito pro capite si è moltiplicato per circa sette volte rispetto al livello base di pura sussistenza del periodo precedente.
La crescita è dovuta all'industria del turismo che occupa il 30% della forza lavoro, ma fornisce oltre il 70% degli introiti in valuta pregiata.
Importante è anche la pesca del tonno.
In tempi recenti il governo ha incoraggiato gli investimenti stranieri in imprese alberghiere e turistiche.
Tale iniziativa ha prodotto un'enorme mole di investimenti da parte delle maggiori catene alberghiere internazionali; agli investimenti hanno partecipato anche imprese di trasporti (compagnie aeree) di alto livello e diverse imprese private estere. Queste iniziative hanno quasi annullato le modeste imprese tradizionali locali.
Allo scopo di ridurre l'eccessiva dipendenza dal turismo il governo sta fortemente promuovendo l'agricoltura moderna, le attività di pesca, le piccole imprese manifatturiere locali e, recentemente, il settore finanziario offshore.
La debolezza del settore turistico è apparsa evidente all'epoca della Guerra del golfo, quando in breve tempo si è avuto il crollo delle entrate.
Il governo delle Seychelles è impegnato ad ottenere il risanamento dei conti pubblici (data l'affidabilità del paese, e la conseguente possibilità ad ottenere credito, le Seychelles sono diventate uno dei paesi più indebitati del pianeta), riducendo i costi di un benessere troppo costoso, attraverso una generale riduzione delle spese, promuovendo sostanziali privatizzazioni e riduzioni nei servizi che gravano maggiormente sui conti pubblici.
Si ritiene in sintesi che il paese stia vivendo molto bene, ma con una valuta eccessivamente sopravvalutata e con un livello di spesa ben al di sopra dei propri mezzi.
Le maggiori risorse naturali delle isole sono la pesca, la produzione della copra, le spezie pregiate, il sale ed il minerale di ferro.

## Ordinamento scolastico
Modeste iniziative di insegnamento furono disponibili nelle Seychelles già dal 1800. Nel 1851 sia la Chiesa Cattolica che la Anglicana aprirono scuole missionarie, gli insegnanti erano gli stessi missionari o sacerdoti o suore provenienti dall'estero. Il governo divenne responsabile dell'insegnamento nel 1944. Nel 1970 fu aperto un Istituto Tecnico, in seguito a ciò iniziarono ad essere disponibili insegnanti di formazione locale; con la formazione di insegnanti quindi furono fondate molte altre scuole di base.
Dal 1981 esiste un sistema scolastico gratuito per tutti, con corsi annuali di nove classi (dalla prima alla nona) a partire dai cinque anni di età. Il novanta per cento dei bambini frequenta le scuole infantili fino a quattro anni di età.
L'alfabetizzazione dei giovani superò largamente il 90% alla fine degli anni ottanta. Gli anziani che non hanno avuto alcun insegnamento o lo hanno avuto modesto nella loro età giovanile, sono seguiti in apposite lezioni scolastiche per adulti e dal livello del 60% di alfabetizzazione sono passati al livello stimato dell'85% nel 1991.
Esistono numerosi istituti scolastici di livello avanzato come: politecnici, istituti per la formazione professionale all'insegnamento, linguistici, alberghieri, istituti di tecnologie marittime, agronomici e di orticoltura ed inoltre sociologici e sociosanitari.
Per evitare la fuga di cervelli che abbandonano le isole, come è accaduto in passato, il governo ha in programma ed in realizzazione un piano di corsi universitari nelle isole, pianificati, supportati e supervisionati strettamente dalla London University, in modo da avere in loco titoli qualificati e riconosciuti a livello internazionale. Grazie a tale impegno è nata la University Of Seychelles.

## Gastronomia
La cucina delle Seychelles è una cucina creola a base di pesce (inclusi crostacei e frutti di mare) e riso. Vi è anche frutta esotica, verdura e tuberi. Anche a causa della sua popolazione mista, la cucina delle Seychelles ha subito diverse influenze, con contributi dalle cucine francese, cinese, indiana e africana.

## Galleria d'immagini

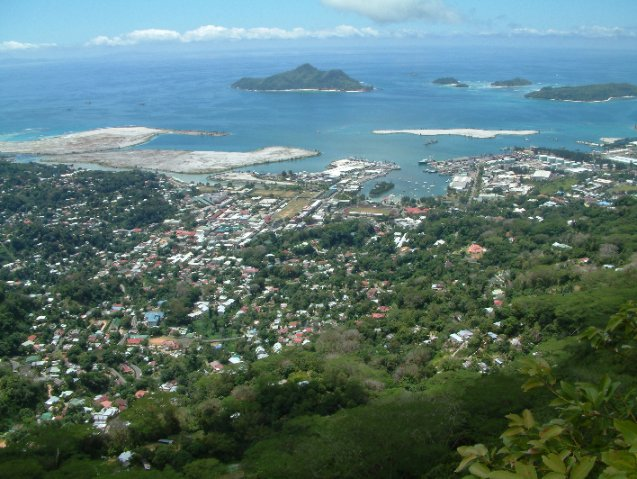
Victoria
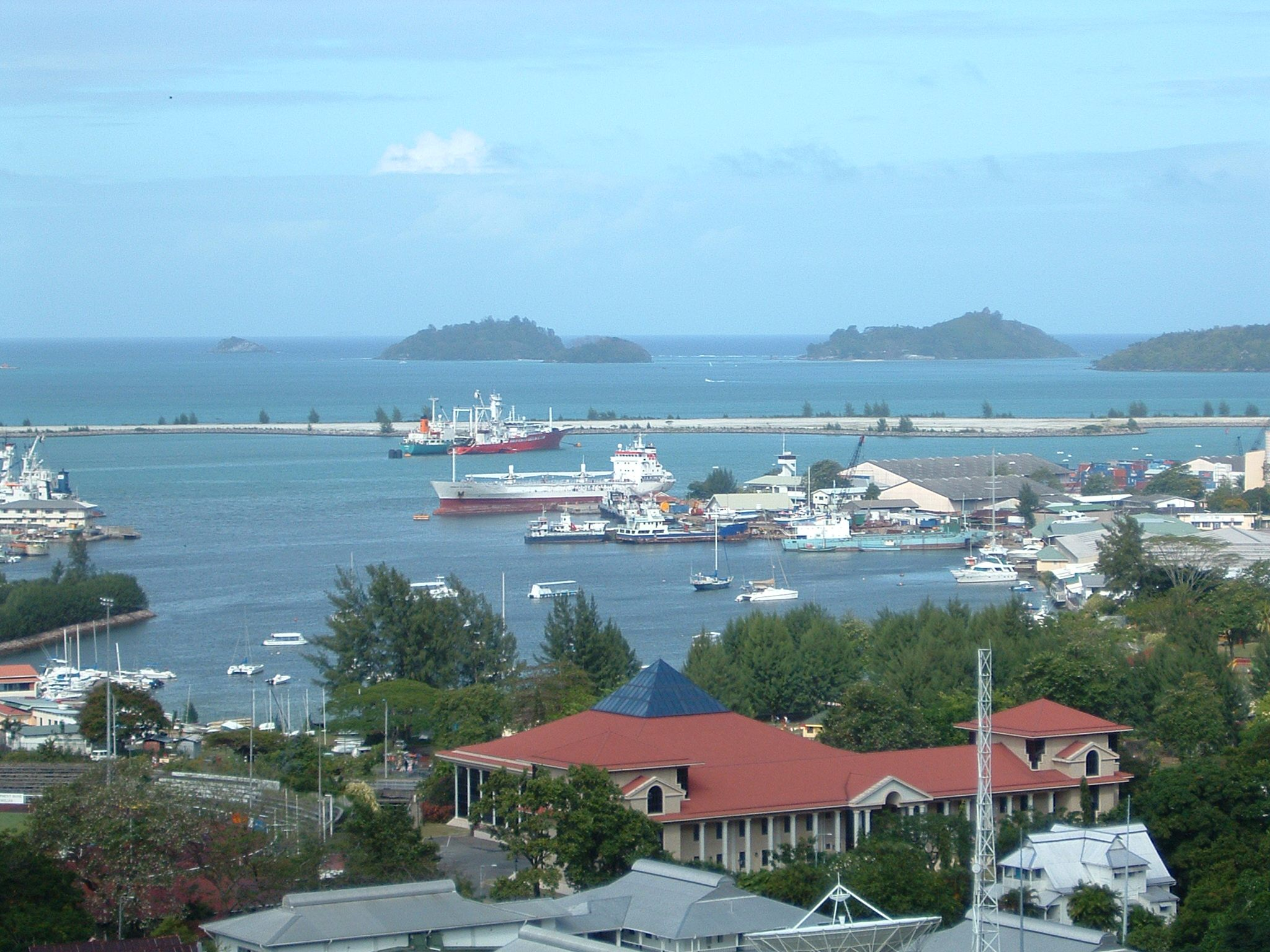
Porto di Victoria
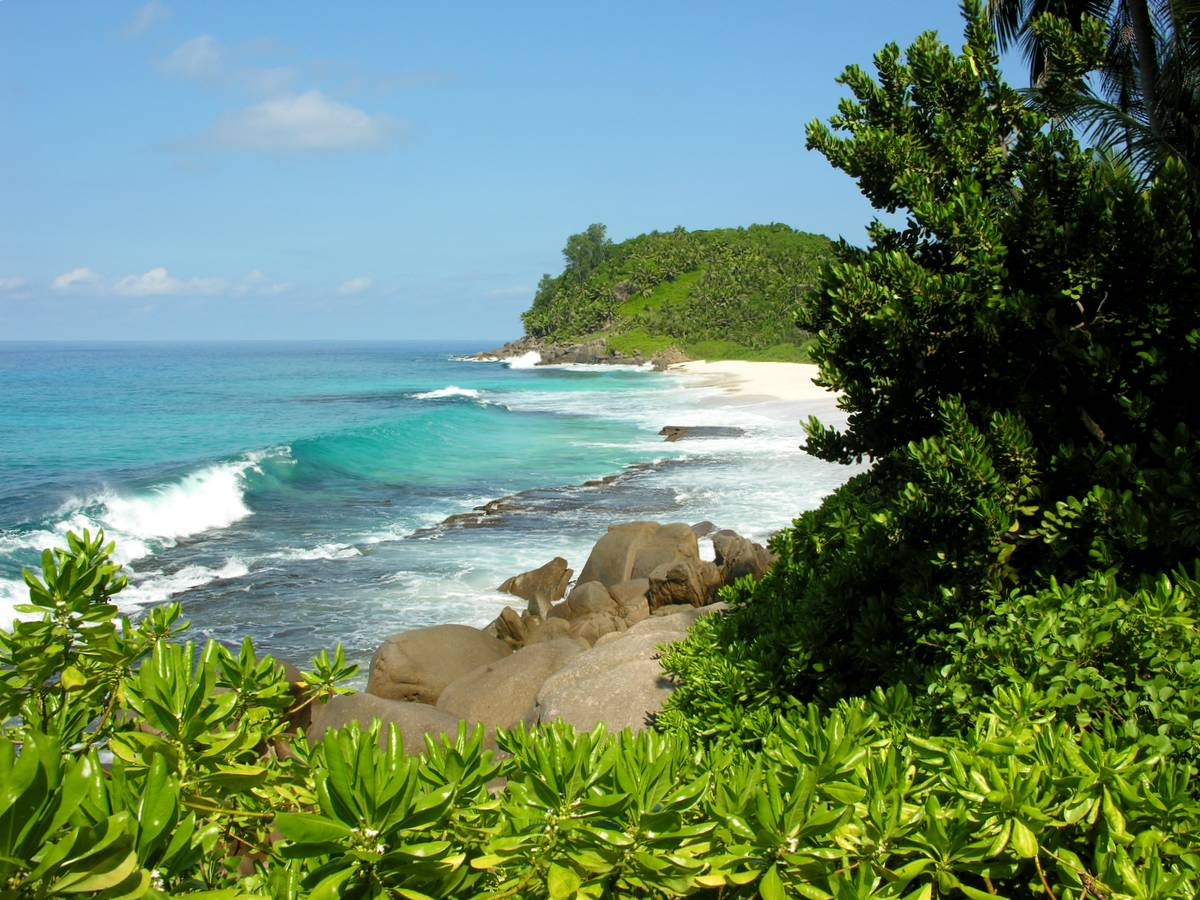
Isola di Mahé
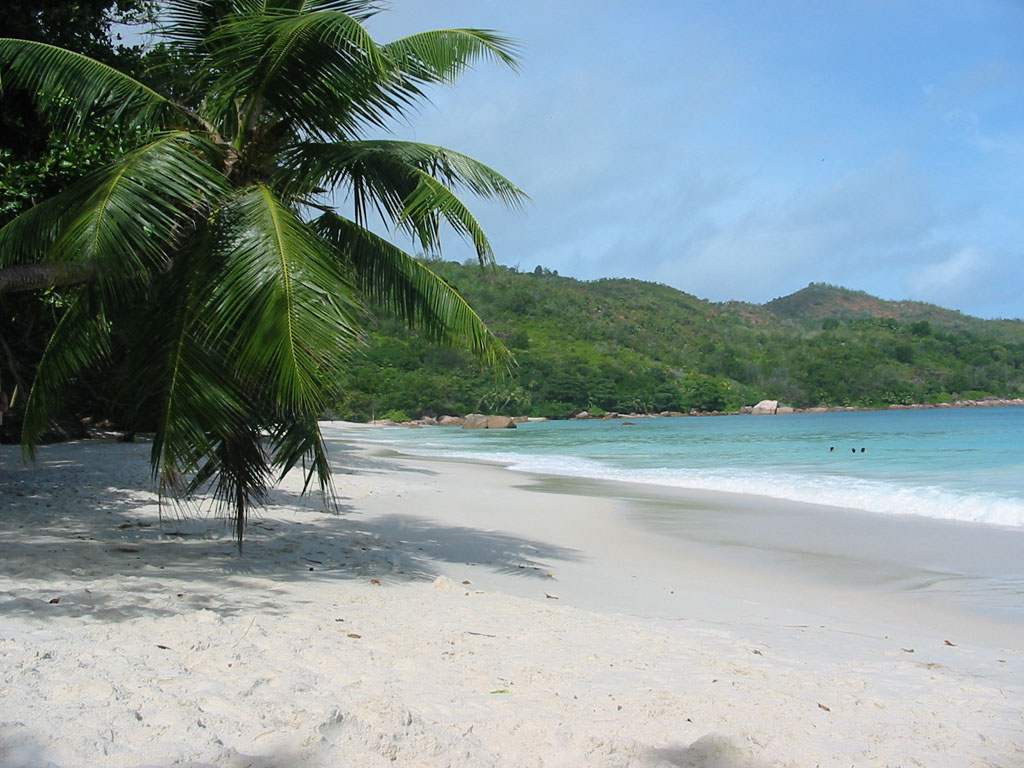
Anse Lazio (Praslin)
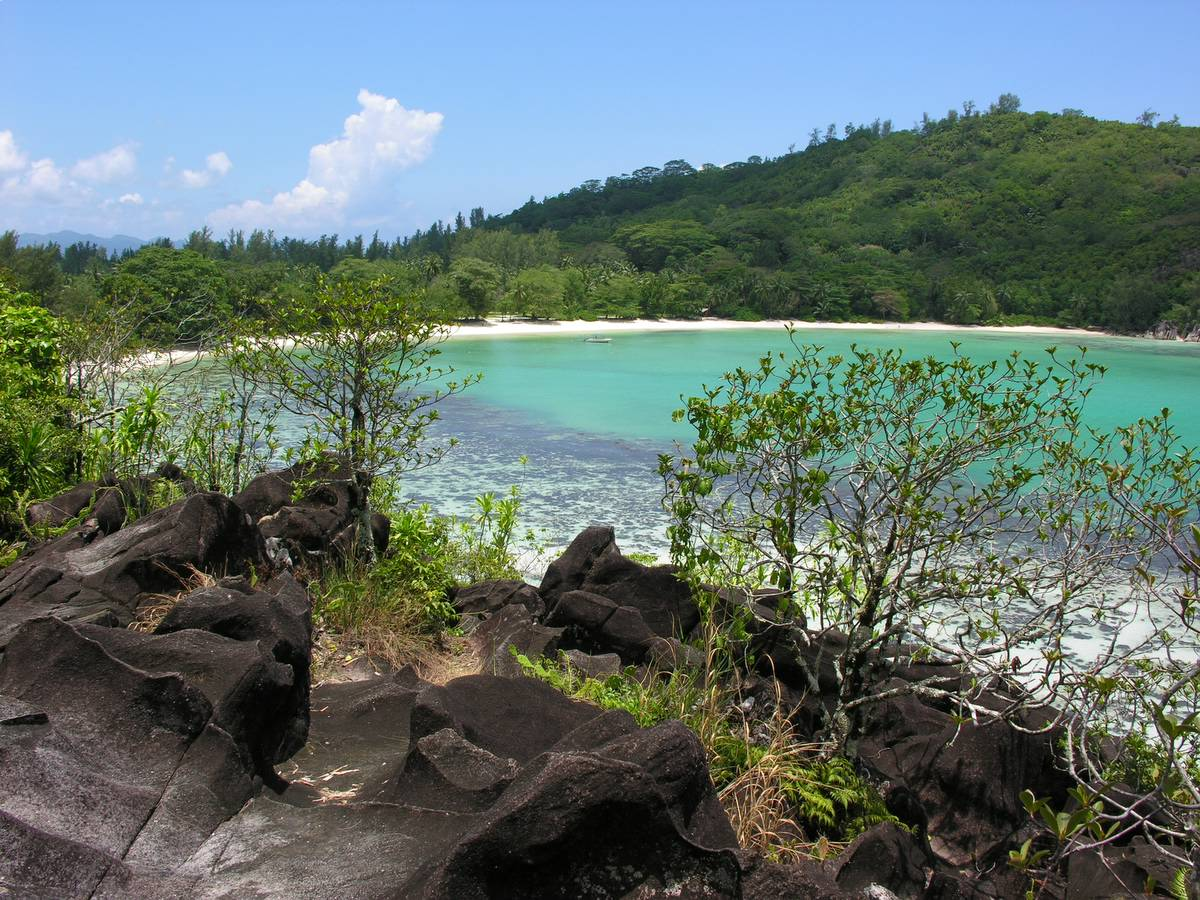
Isola di Mahé
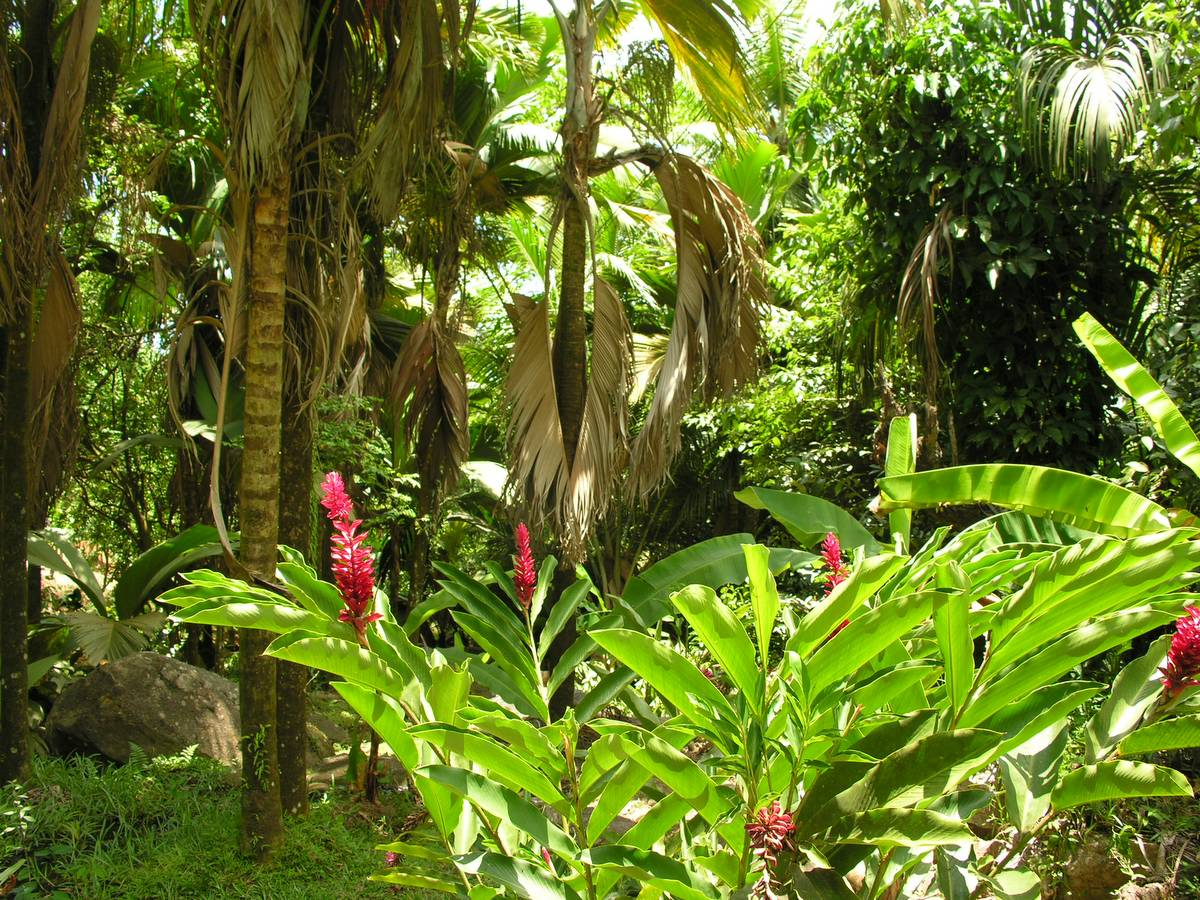
Isola di Mahé
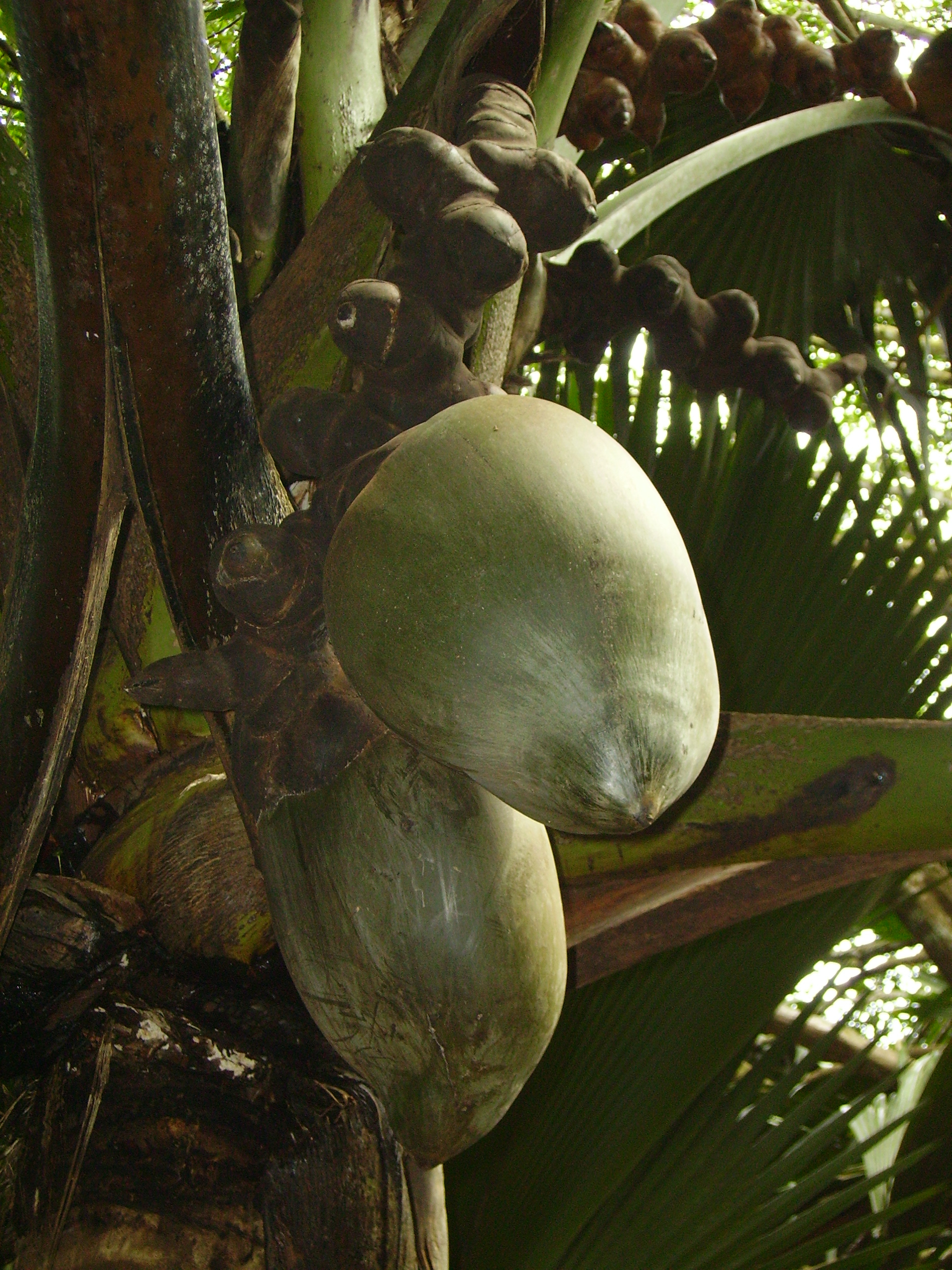
Coco de Mer (Praslin)
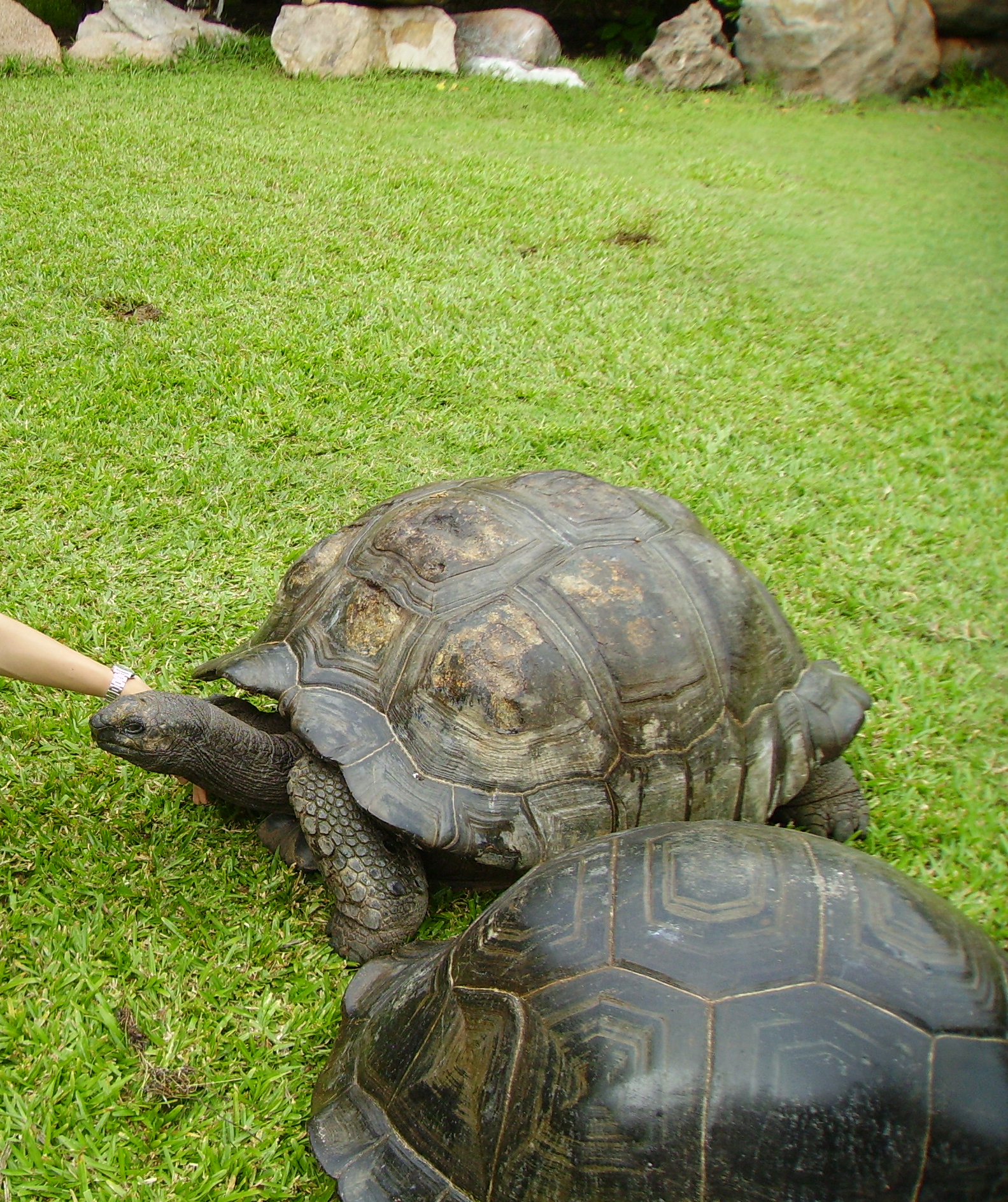
Tartaruga gigante (Geochelone gigantea) a Cousine-Island
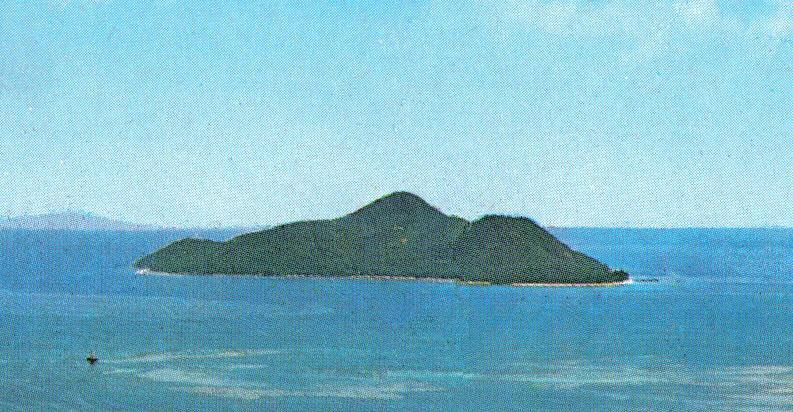
Sainte Anne